# Українці в Буенос-Айресі
Українці є однією з національних груп, які сформували багатокультурну аргентинську націю. Кілька хвиль української еміграції створили в цій країні численну українську діаспору. Значна її частина мешкає в федеральній столиці — Буенос-Айресі.

## Початки та становлення громади

### Перші українці
Час появи перших українців в Аргентині не визначений. Ще наприкінці XVII-поч. XVIII ст. в Аргентині з'явилися люди з слов'янськими прізвищами такими як Бадиляк, Білевич, Возняк, Войнилович, Висоцький, Вусетич, Гродний, Дембіцький, Добрий, Дорошенко, Дунін-Борковський, Журовський, Зілінський, Мансович, Московський, Недбальский, Островський, Садовський, Семашко, Семирадський, Стельмащук, Судник, Ходасевич, Чайковський, Шиманський, Щіх та ін. Проте національність цих емігрантів встановити важко. В літературі присвяченій польській громаді в Аргентині вказується, що до Аргентини емігрували також деякі учасники повстання 1863 р., які потім вони стали учасниками війни з Парагваєм. Враховуючи заангажованість у це повстання українців-греко-католиків, не можна виключити і їх появи в Аргентині в цей період, зокрема з території Холмщини та Підляшшя. Зокрема, в праці P. Pyzyk вказуються особи з українськими прізвищами, які служили в «Легіон Мілітар»: Pedro Grondyj, Estefano Kosty, Nikolas Doroszenko та Teofilo Brys.
Час появи перших українських селян-переселенців в Аргентині не визначений. 1881 р. за свідченнями Мері Дучак в Аргентині задокументований перший український поселенець. 27.08.1897 р. паралельно з поляками група українців із Східної Галичини переселилася у Місьйонес, що поклало офіційний старт українській колонізації. Українські поселенці з Галичини, яка перебувала під владою Австро-Угорщини оселювались переважно у Північній Аргентині (суч. провінція Місьйонес) в околицях колишньої єзуїтської місії Апостолес.

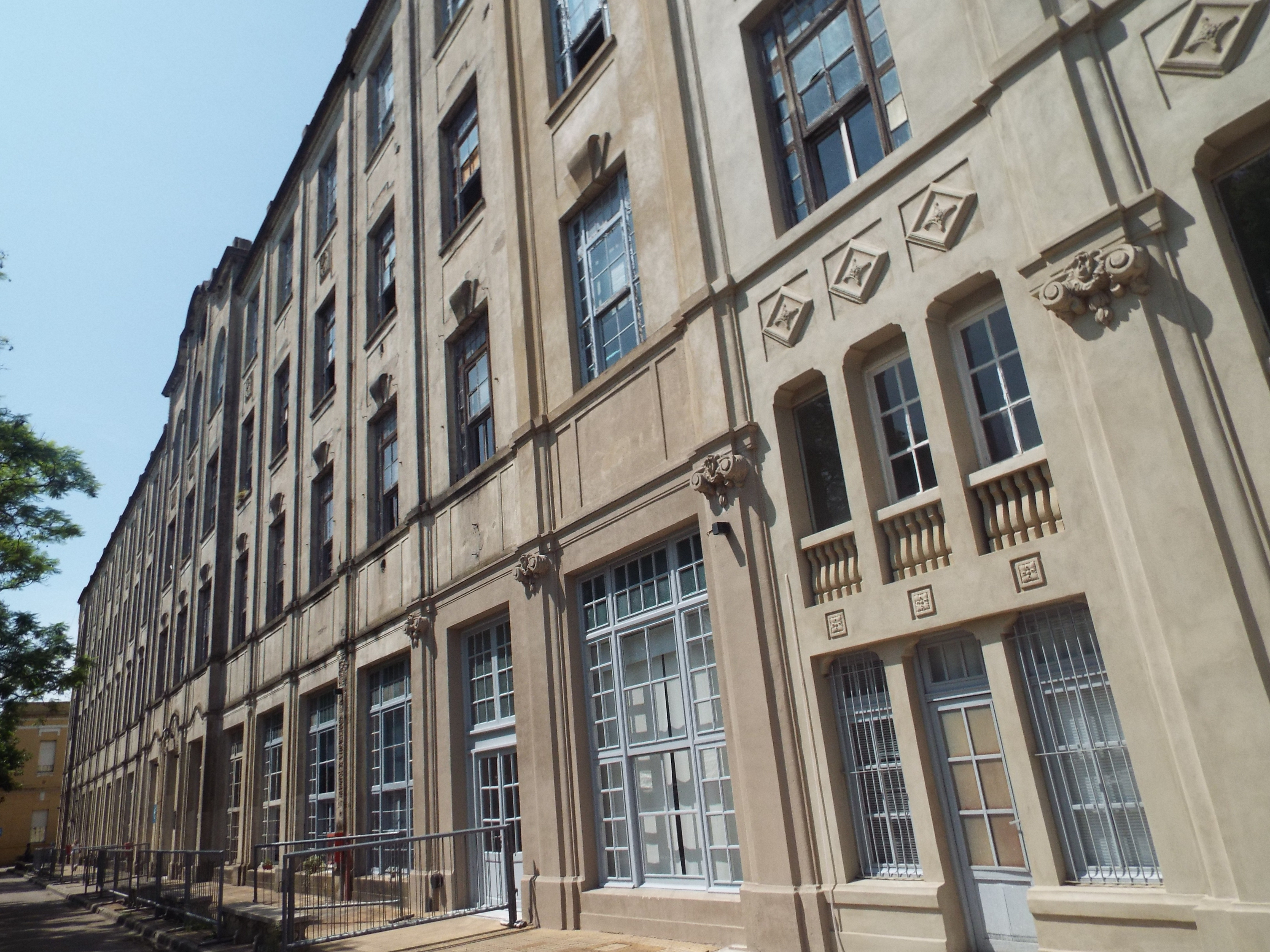
Будинок хоронологічно останнього готелю для іммігрантів, Буенос-Айрес. Фото 2020 р.

Проте історія Місьйонеса та інших українських спільнот Аргентини починалася в порту Буенос-Айреса. Головний приплив іммігрантів припадає на 1901—1903 рр. Поселенцям тоді давали по землі та допомогу харчами та худобою. Українські емігранти, які прибували до Буенос-Айреса проходили через готелі для іммігрантів. 1888 р. почав працювати добре відомий готель іммігрантів під назвою «Ротонда» (названий так, зважаючи на свою форму). Задуманий як тимчасовий притулок, цей готель використовувався протягом більше 20 років. Саме в ньому зупинялася перша достовірно відома група українських емігрантів. З українською еміграцією безпосередньо пов'язаний і хронологічно наступний готель для іммігрантів по вул. Av. Antártida Argentina S/N, 1104. Цей комплекс було створено замість попередніх з 1906 до 1911 р. Готель діяв до 1953 р. Комплекс зберігся і наразі є найстарішою збереженою пам'яткою Буенос-Айреса пов'язаною з українцями. Наразі тут створено музей еміграції.

### Початки громади в Буенос-Айресі
Частина українців воліла залишитися в столиці Буенос-Айресі чи його околицях. Осідали українці і в розташованому неподалік містечку Беріссо. Це були здебільшого не одружені особи або родини без дітей, деякі з яких мали досвід заробітчанської праці в містах Австрії, Франції чи Пруссії, а деякі походили з містечок. Їх кількість оцінюють на 4 тис. На початку XX ст. спостерігалося також масове прибуття українців з Російської імперії до Буенос-Айреса. Ці східняки перебралися після революції 1905 р. та оселилися в Ла-Платі, Док-Суді та Беріссо. Зокрема, 1904 р. серед українських емігрантів згадуються волиняки. Початок українській громаді столиці Аргентини було покладено.

### Соломія Крушельницька в Буенос-Айресі

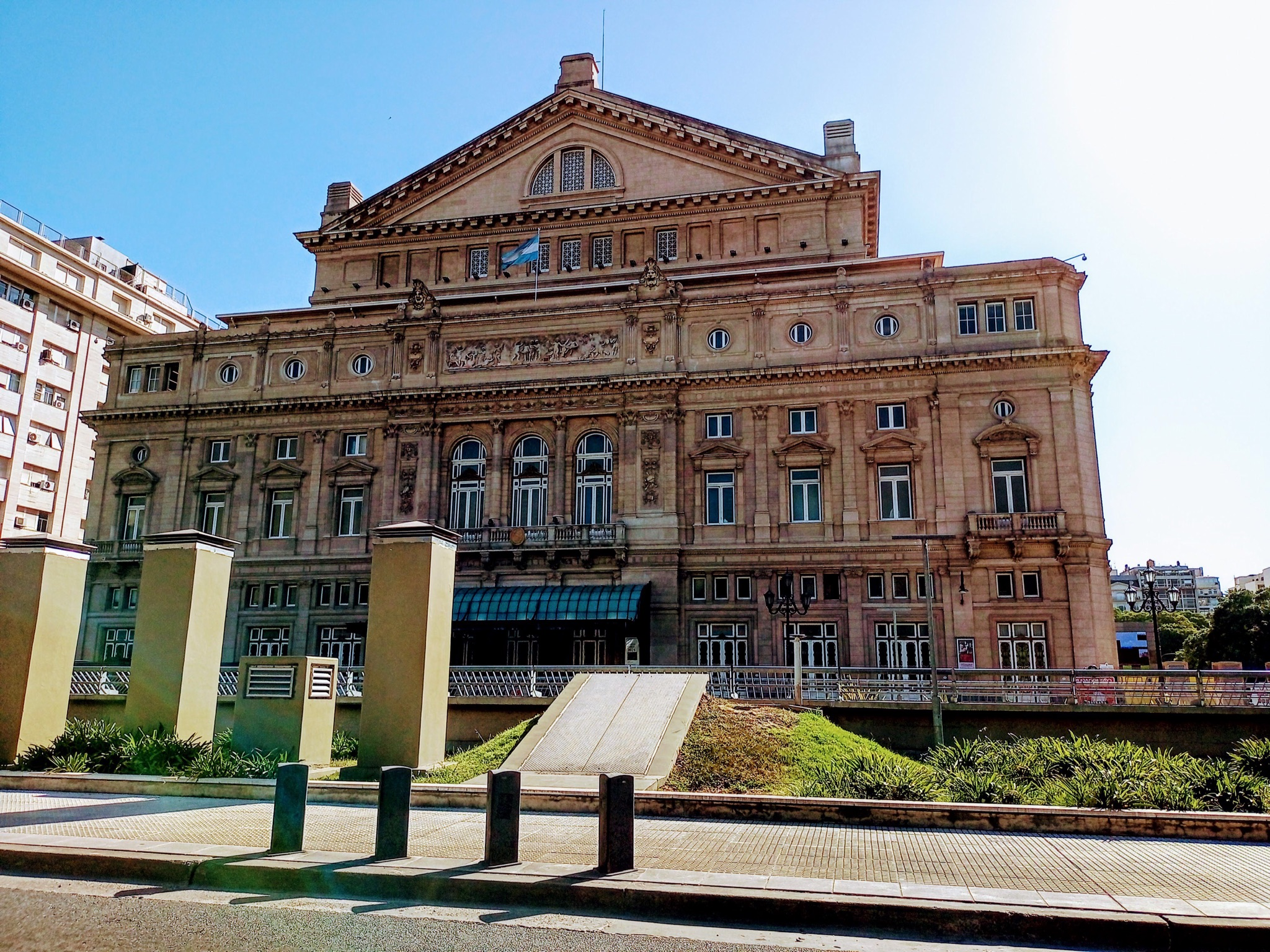
Театр «Колон» в Буенос-Айресі, в якому концертувала Соломія Крушельницька

У місті концертувала (театри «Колон», вул. Cerrito 628 та «Опера», вул. Av. Corrientes 860), а потім і одружилася відома українська оперна співачка Соломія Крушельницька.. Після завершення оперної кар'єри С. Крушельницька приїхала до Буенос-Айреса у 1923 р. із сольними камерними концертами. З Аргентиною пов'язана важлива подія в особистому житті Соломії Крушельницької — 19 липня 1910 р. вона вийшла заміж за Чезаре Річчоні — італійського адвоката. Акт реєстрації шлюбу відбувся в закладі цивільної реєстрації № 14. По завершенні формальностей в оточенні вибраних друзів вирушили на сніданок до готелю «Плаза» (на той час найсучасніший готель міста — один з перших хмарочосів, відкритий 1909 р. за адресою вул. Florida 1005, існує і зараз в перебудованому стані і функціонував як готель «Маріот-Плаза»). Музичний світ Буенос-Айреса відзначив цю подію оперою А. Бойто «Мефістофель» на сцені театру «Опера» та концертом в «Prince George's Hall», вул. Sarmiento (колишня Кужо) 1230, не зберігся) на честь Соломії Крушельницької де Річчоні. Наразі в Буенос-Айресі живе онука співачки.

### Док-Суд
Першим місцем компактного проживання українських емігрантів у Буенос-Айресі була інша дільниця — Док-Суд (Південний Док) поза федеральним містом. Вона розташована за мостом на південь від Ла-Бока. Працю в самому Буенос-Айресі знайти було важко. Новий Порт тоді тільки будувався, але туди приймали тільки тих, хто знає мову. На вулиці Alem були агентства праці, кав'ярні та розважальні заклади, які орієнтувалися на моряків. Тут повно було злодіїв та аферистів. Українські емігранти намагалися їх уникати та попереджали про небезпеку інших. В околицях міста була тоді дешева земля. Проте українці її не купляли, сподіваючись заробити та повернутися до дому. Українці знайшли роботу на холодильниках, виробництві шкіри та м'яса, а також електростанції Док-Суда (тоді El Docke). В цей час вони оселися в цьому містечку, що було відділено від федерального міста гирлом річки Матанса-Ріачуело. Тут і досі збереглися ряди невеликих будинків з бляхи. Спочатку саме в таких будинках українці винаймали помешкання зі спальнею, кухнею та туалетом. На Док-суд з федерального міста переправлялися човном, бо мосту не було. Потім це робили старим мостом, який зберігся до нашого часу. З об'єктів пов'язаних з українцями збереглися електростанція та стадіон «Спортіво» (звичайно оновлений). Наразі українці в Док-Суд вже не живуть, натомість цей район є зараз став депресійним і небезпечним для туристів місцем.

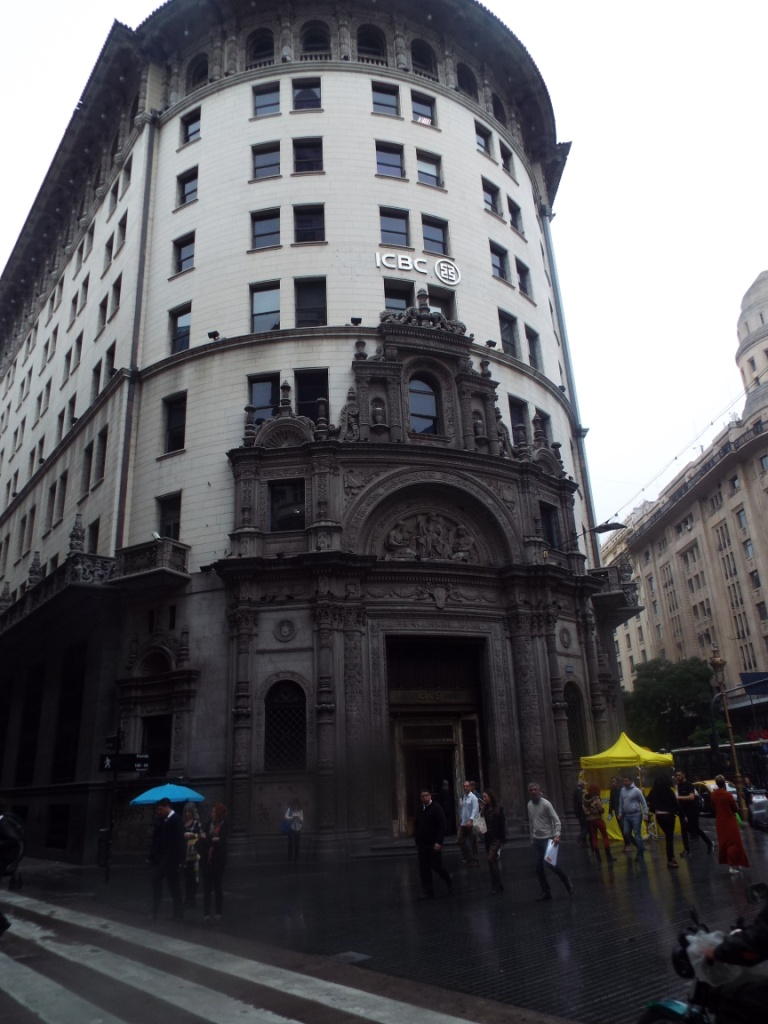
Будинок колишнього банку «Бостон», фото 2017 р.

Українські емігранти реєструвалися в будівлі тодішнього банку Бостон (наразі інший банк) по вул. Bartolomé Mitre, 575, щоб через нього отримувати листи з Батьківщини.

### Визнання України
5 лютого 1921 р. президент Аргентини своїм декретом офіційно визнав УНР. А у вересні 1921 р. року Аргентину відвідав також представник ЗУНР Петро Карманський. Він мав задачу збирання коштів на потреби республіки, для чого відвідав Буенос-Айрес і компактні українські поселення.

### Гостролі капели Кошиця
У липні-вересні 1923 р. Аргентиною гастролювала колишня Республіканська капела УНР під керівництвом диригента Олександра Кошиця. Тут вона виступала як комерційний проект Макса Рабінова у Буенос-Айресі, Ла-Платі, Кордові, Росаріо та Баїя-Бланка. Зокрема, в Буенос-Айресі концерти відбулися у театрах «Колізей» та «Авеніда». Аргентинська публіка з захопленням відкрила для себе українську музику, зокрема легендарний «Щедрик» Миколи Леонтовича.

### Духовне життя
Незважаючи на те, що в Аргентині вже було досить багато українців, проблемою як греко-католицької (галичани), так і православної (переважно буковинці) громад була відсутність церкви та священика. Галичани з Місьйонес просили греко-католицького священика з Перемишля чи Станіславова (суч. Івано-Франківська), з чим звернулися до митрополита. Під юрисдикцію римського ксьондза вони вперто йти не хотіли. Їх православні сусіди буковинці переконали земляків з Галичини разом звернутися по священика з Московського патріархату до російської місії в Буенос-Айресі. Російський консул в Буенос-Айресі звернувся до царя Олександра III тут щодо відкриття православної місії. Цар підтримав ідею, і в 1891 р. протоієрей Костянтин Ізразцов прибув у Буенос-Айрес. Він і випросив у царя кошти на зведення православної церкви у місті. У 1901 р. храм св. Трійці по вул. Brasil 315. був відкритий в присутності президента Аргентини Хуліо Рока. Проте вірян у парафії було не багато. У 1900 р. справи церкви дещо покращились з-за її відвідування частиною українців. Дияконом тут, зокрема, був полтавчанин І. Міленко.

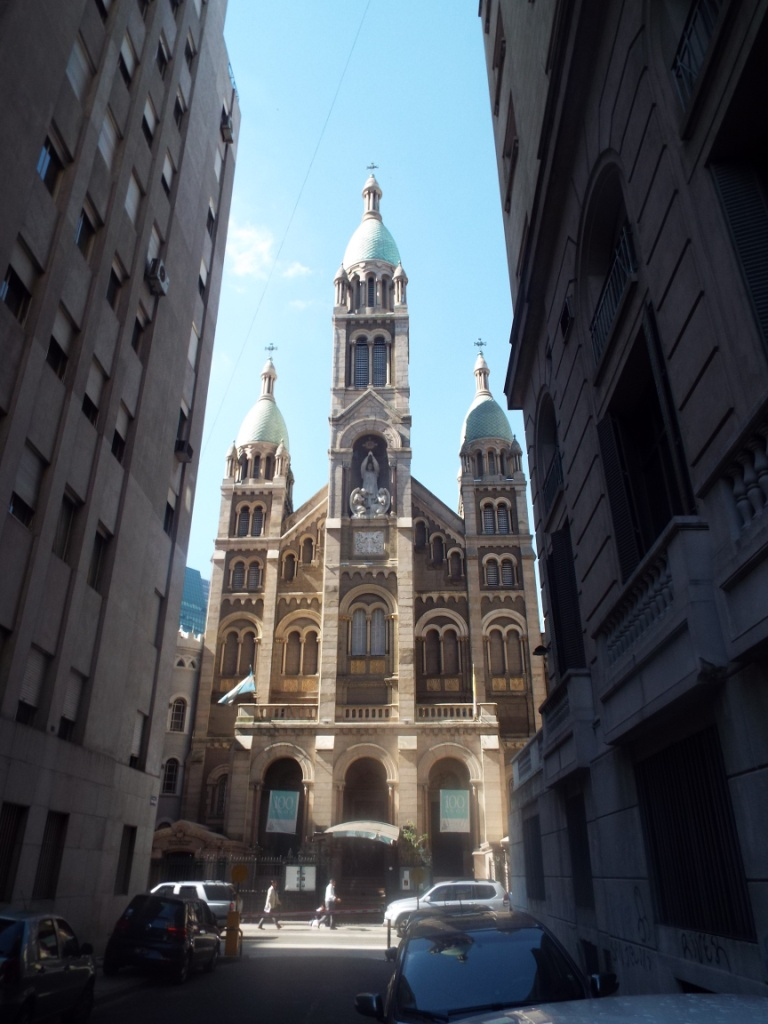
Костел святого Сакраменту, вул. San Martin 1039 — місце перших греко-католицьких богослужінь в Буенос-Айресі. Фото 2017 р.

Православні богослужіння перед Другою світовою війною відбувалися, зокрема, в будівлі грецької спільноти по вул. Julian Alvarez 1040. 25 травня 1928 р. в церкві св. Трійці відбулася перша жалобна служба по С. Петлюрі, яку влаштували колишні вояки УНР, а відправив перший український православний священник в Буенос-Айресі — Микола Чернявський.
У місті зупинявся (імовірно в будівлі Семінарії Вілла Девото (Seminario Villa Devoto).) під час своєї подорожі в Південну Америку митрополит Андрій Шептицький.
Духовну опіку греко-католикам міста в 1930-х рр. старався забезпечити о. С. Вапрович, який працював у Місьйонес. Він закладав при всіх церквах та каплицях церковні братства, організовував гуртки українознавства, аматорські гуртки, читальні, заложив дяківську школу. Не зважаючи на відстань біля 1000 км і понад 35 годин їзди потягом, він три рази побував у Буенос-Айресі (між 1930 та 1934 рр.), де відправляв богослужіння у латинських церквах або у вищезгаданій домівці «Просвіти» в Док-Суді, яку він посвятив у 1932 р.
Костел святого Сакраменту (Baslica del Santsimo Sacramento) був місцем перших греко-католицьких богослужінь в місті. 4 грудня 1939 р. та 28 січня 1940 р. в цьому костелі відбулося архієрейське богослужіння за участі апостольського візитатора єпископа Івана Бучка, який приїхав з Риму з метою владнати релігійне життя греко-католиків Аргентини. Єпископ подбав про греко-католицького священика для Буенос-Айресу. В березні 1940 р. о. Іпатій Майка переїхав з Місьйонесу до містечка неподалік Буенос-Айреса — Беріссо. 25 січня 1942 р., в самому Буенос-Айресі, він також започатковує регулярні богослужіння в костелі святого Сакраменту.

### Українські школи
Є інформація, що перша українська школа для поселенців міста Буенос-Айресу з околицями постала також у 1910 р. в дільниці Белграно. Її вів вчитель Пилип Бак. Він працював в Док-Суді та брав участь в будівництві військового порту «Пуерто Белграно». Він створив читальню в Буенос-Айресі. Але його учні розійшлися на заробітки а він сам подався до Бразилії.
28 березня 1932 р. при збудованій домівці «Просвіти» на Док-Суді відкрито першу в місті «Рідну Школу» (нав'язуючи до «Рідної Школи» на Галичині). Чисельністю та рівнем навчання школа при філії товариства «Просвіта» в Док-Суді якісно переважала інші.
Завдяки Віктору Цимбалу в Буенос-Айресі з'явилась одна з перших українських денних шкіл (всі українські школи спочатку були денні і лише із часом перетворились на суботні), приміщення для якої досить тривалий час він винаймав за власний кошт і навіть повністю оплачував сніданки для учнів. Дружина Тетяна Михайлівська-Цимбал працювала у цій школі вчителем початкових класів. Дана школа існувала по вул. Alsina 2832 при вищезгаданому італійському салоні 20 вересня, будівля якого не зберіглася

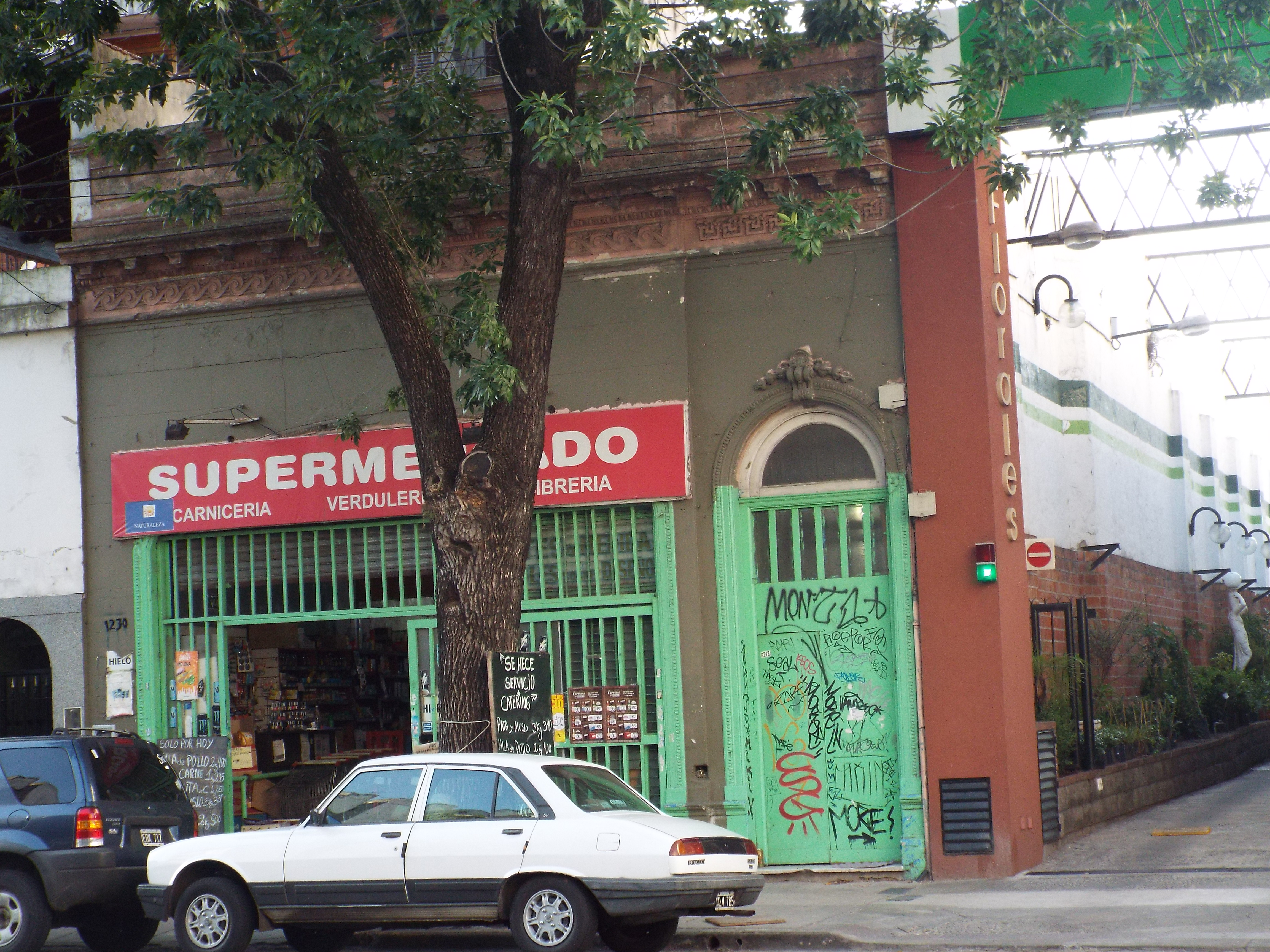
Будинок, в якому знаходилася Централя «Просвіти» до 1926 р., вул. Ortiz 1236. Фото 2020 р.

### Громадські організації

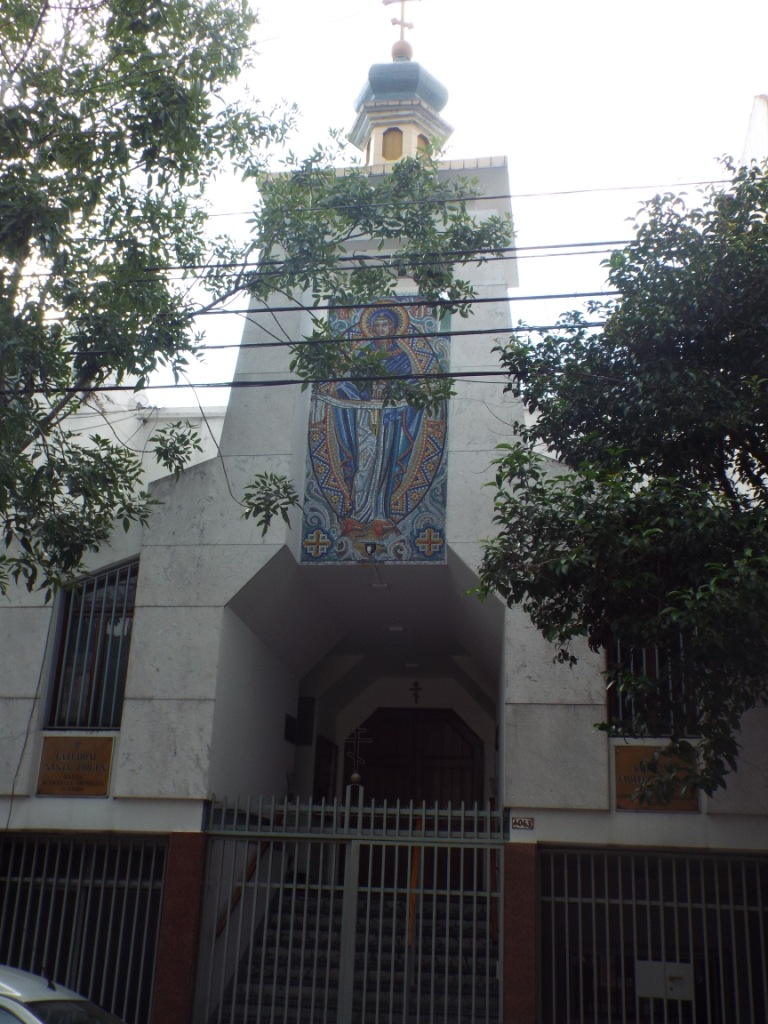
Українська православна Покровська церква у Буенос-Айресі. Фото 2017 р.

Зважаючи на це організованого життя українців в Буенос-Айресі, на відміну від Місьйонесу, де 1907—1910 рр. виникла перша «Просвіта», до 1920-х не було. Втім, українці також входили до російських організацій в Аргентині, таких як «Федерація російських робітників в Південній Америці». Існували і приватні ініціативи. Зокрема, власники одеського ресторану на вул. Viamonte, Дмитро Поліщук та Фелікс Мотус ініціювали постановку п'єс та закупили книжки для пивоварні Llavallol, де працювали українці.

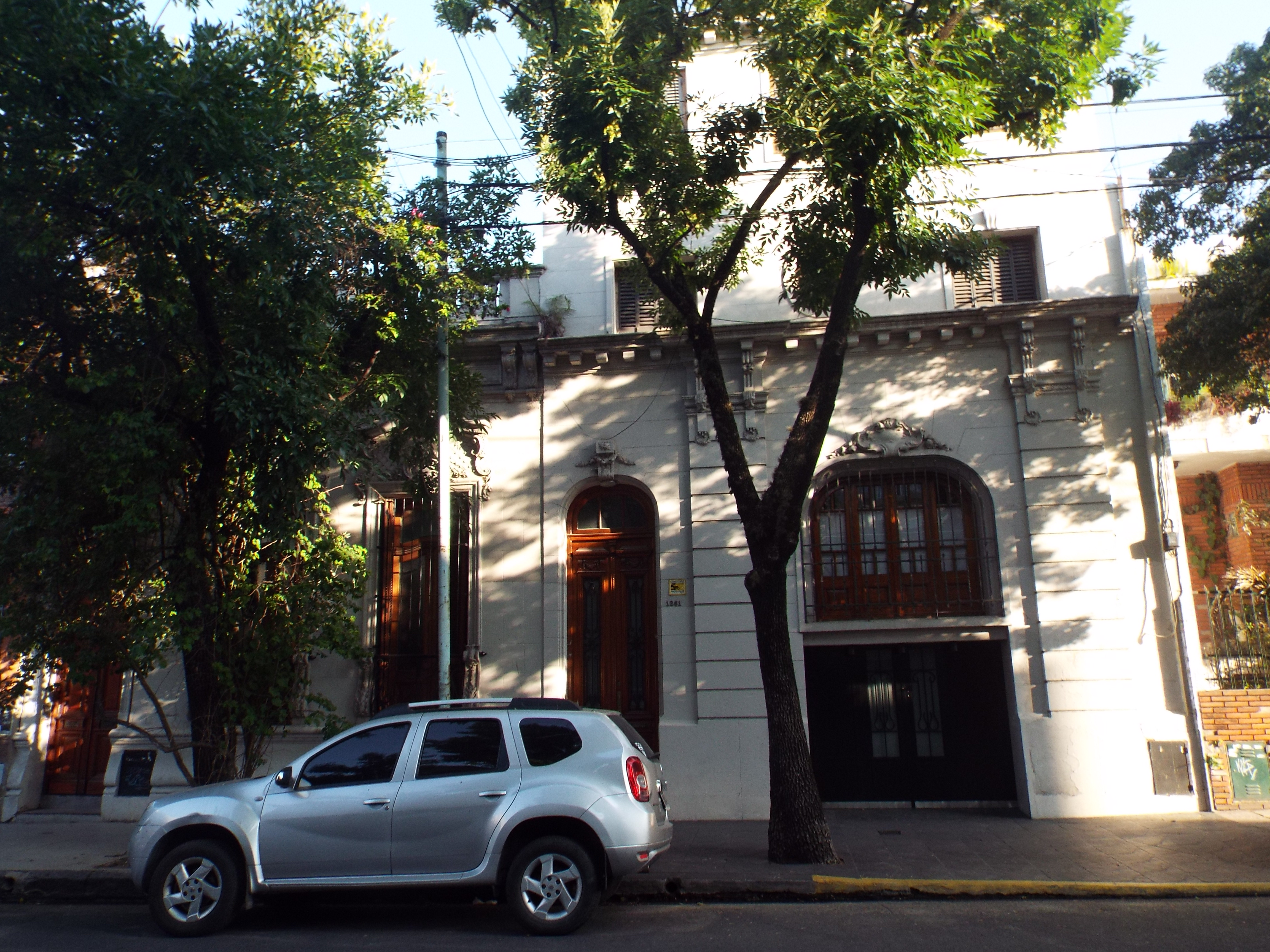
Будинок, в якому знаходилася Централя «Просвіти» в 1926-27 рр., вул. Araoz 1261. Фото 2020 р.

В лютим 1924 р. засновано першу українську організацію в провінції Буенос-Айрес — «Молоду Громаду» в Беріссо. А на початку серпня 1924 р. відкрито першу «Просвіту» в Буенос-Айресі, яка з 1924 по 1926 р. розташовувалася за адресою Canning 1236, Dto 2 (сучасна вул. Ortiz 1236). У 1926—1927 рр. «Просвіта» розташовувалася на вул. Araoz 1261, а у 1927—1928 рр. на вул. Lavalleja, 726. 19 лютого 1926 р. засновано «Просвіту» в Док-Суді Суді у приміщенні, яке винаймали на вул. ING Huergo. Саме тут почав виходити часопис «Українське слово». В 1928 р. усі три організації об'єдналися, при чому Центральною стала «Просвіта» в Буенос-Айресі, а інші організації її філіями. Філія «Просвіти» в Док-Суді, вважається одною з найбільш активних з системи «Просвіти». В 1930 р. перша «Просвіта» в Аргентині, яка була сформувана ще в 1910 р. в Місьйонесі, а конкретніше в місті Апостолес, стала філією центральної «Просвіти» в Буенос-Айресі. Так столиця Аргентини стала офіційним центром української спільноти в країні.
Філія «Просвіти» в Док-Суді була однією з найбільш активних у мережі аргентинської «Просвіти». Саме вона за спогадами М. Данилишина у 1927 р. давала виставу «Невільник» та забаву до ранку в салоні на вул. Juan Pablo Angulo навпроти електростанції. Ця електростанція вул. Av. Agustín Debenedetti 1576, на якій також працювали українці, зберіглася до нашого часу. Першу спеціально збудовану «Просвіти» домівку було посвячено 25 травня 1930-го р. греко-католицьким священиком о. С. Вапровичем, на передмісті Док-Суд (розпочали будувати в 1929 р.) по вул. Billinghurst 1768. Будинок не зберігся, як і ця вулиця, адже по його місцю проклали автостраду.
Докладніше Українське культурне товариство «Просвіта» (Аргентина)
25 травня 1928 р. в будинку централі «Просвіти» на вул. Lavalleja, 726 відбулися дуже важливі збори. Півтори сотні людей зібралися тут, щоб вирішити подальшу долю «Просвіти». Під час зборів, секретар «Просвіти» Іван Кривий нейтралізував лівих, які прокралися до організації, натравивши на них аргентинську поліцію. Остання з'явилася на засідання і провела арешти прямо в централі. Це врятувало незалежність цієї української організації в Аргентині.

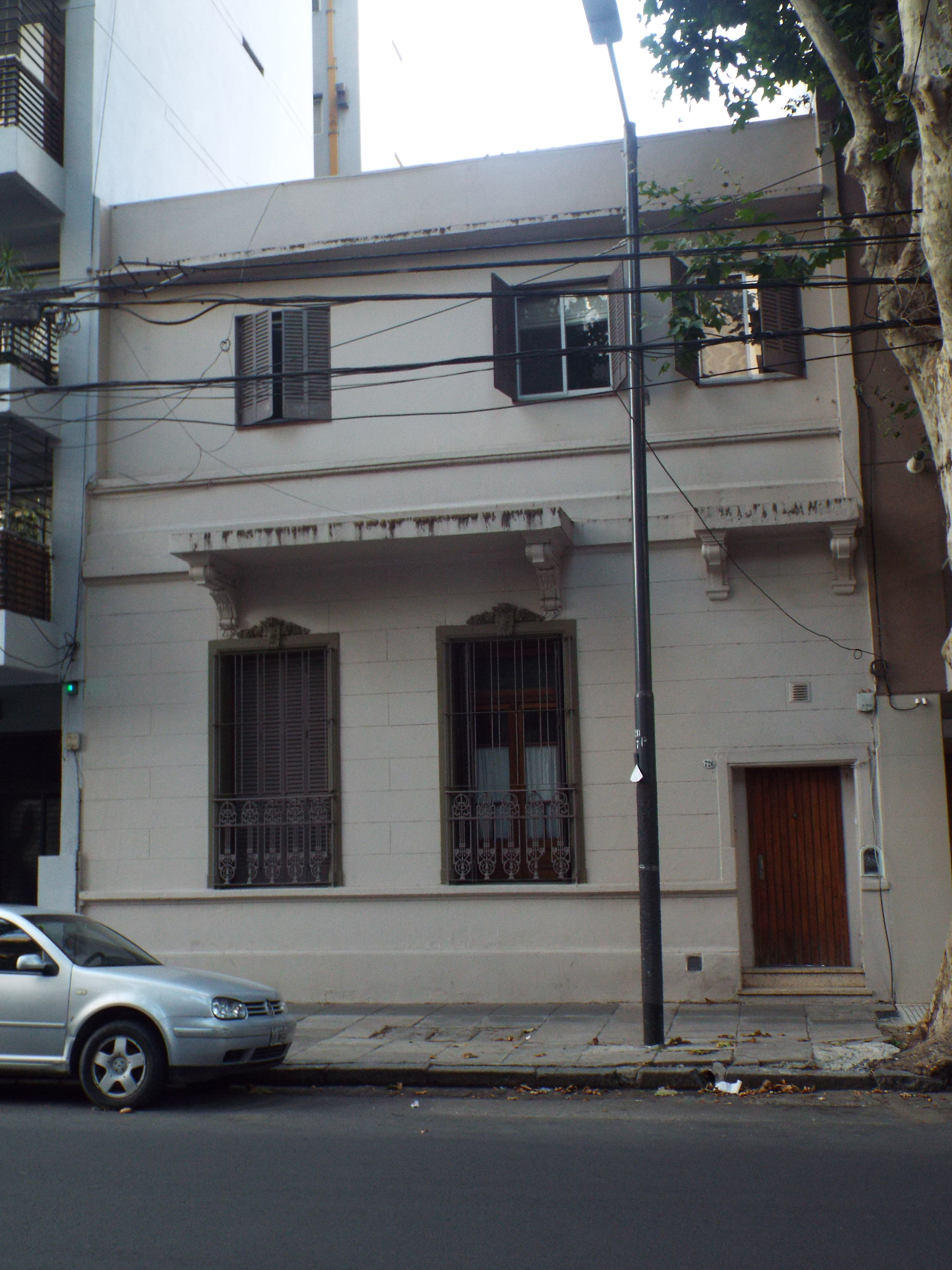
Будинок, в якому знаходилася Централя «Просвіти» в 1927-28 рр., вул. Lavalleja 726. Фото 2020 р.

У червні 1928 р. «Просвіта» переноситься до нової домівки по вул. Valle 1362, де розміщувалася до 1930 р. По вул. Gurruchaga 2371 знаходився будинок (наразі замінений на багатоповерхівку), в який переїхала «Просвіта». Тут вона функціонувала з 1 травня 1930 р., аж до закінчення будівництва власної домівки на вул. Soler 5039 (будинок закуплено 1947 р., а «Просвіту» тут буде посвячено 19 грудня 1959 р.). 28 березня 1932 р. при збудованій домівці відкрито першу в місті «Рідну Школу». Саме на вул. Gurruchaga 2371 було перенесено редакцію часопису «Наше слово», перша редакція якого знаходилася по вул. Charcas 465.
«Просвіта» та інші організації в передвоєнний період для своїх заходів також знімали залу німецького товариства «Vorwarts», вул. Rincon 1141. Зокрема, тут 3 січня 1931 р. виставою «Невільник» започаткував свою діяльність театр «Мрія». Також якийсь час винаймали приміщення вірменського салону.
В 1930-х рр. частина української громади в Аргентині прагнула до створення націоналістичної організації, орієнтуючись на ОУН Є. Коновальця. Прихильники такого шляху відчували потребу підготовки військово-вишколених кадрів, які можуть бути потрібні в боротьбі за незалежність України. Дане прагнення спочатку реалізувалося в рамках спортивного товариства «Сокіл» при «Просвіті» (діяв з 1931 р.). Пізніше через небажання «Просвіти» політизуватися радикальне крило в 1934 р. утворило самостійну організацію Українську Стрілецьку Громаду (згідно традиціям Галичини). Сучасна і друга за значенням українська громадська організація Аргентини товариство «Відродження» утворилося у Буенос-Айресі шляхом об'єднання в 1938 р. частини організацій «Сокіл» (створеної 1931 р.) та Української Стрілецької Громади (створеної 1934 р.). Спочатку об'єднана організація називалася Організація Державного Відродження України (ОДВУ), але у зв'язку з урядовою забороною займатися політикою, з 1939 р. вона почала назватися просто «Відродження».5 травня 1942 р. вона переїхала до власної домівки по вул. Maza 150, яку закуплено на власність організації. Тут же знаходилася і редакція газети товариства «Наш Клич».
Інші організації не мали свого приміщення. Зокрема, гетьманці-державники до 1937 р. збиралися в естонському клубі Буенос-Айреса (це було приватне помешкання). Після 1937 р. гетьманці збиралися по хатах своїх членів. В Буенос-Айресі існували також такі організації як «Січ» на Док-Суді (1931 р.), Український національний клуб (1931 р.), Спілка Інженерів (1931-32 рр.), Бюро опіки над українськими емігрантами (1932 р.), товариство «Самопоміч» (1933 р.), Союз українських монархістів-державників «Плуг і Меч» (1936 р.), Комітет українців в Аргентині (1943 р.).

### Працевлаштування

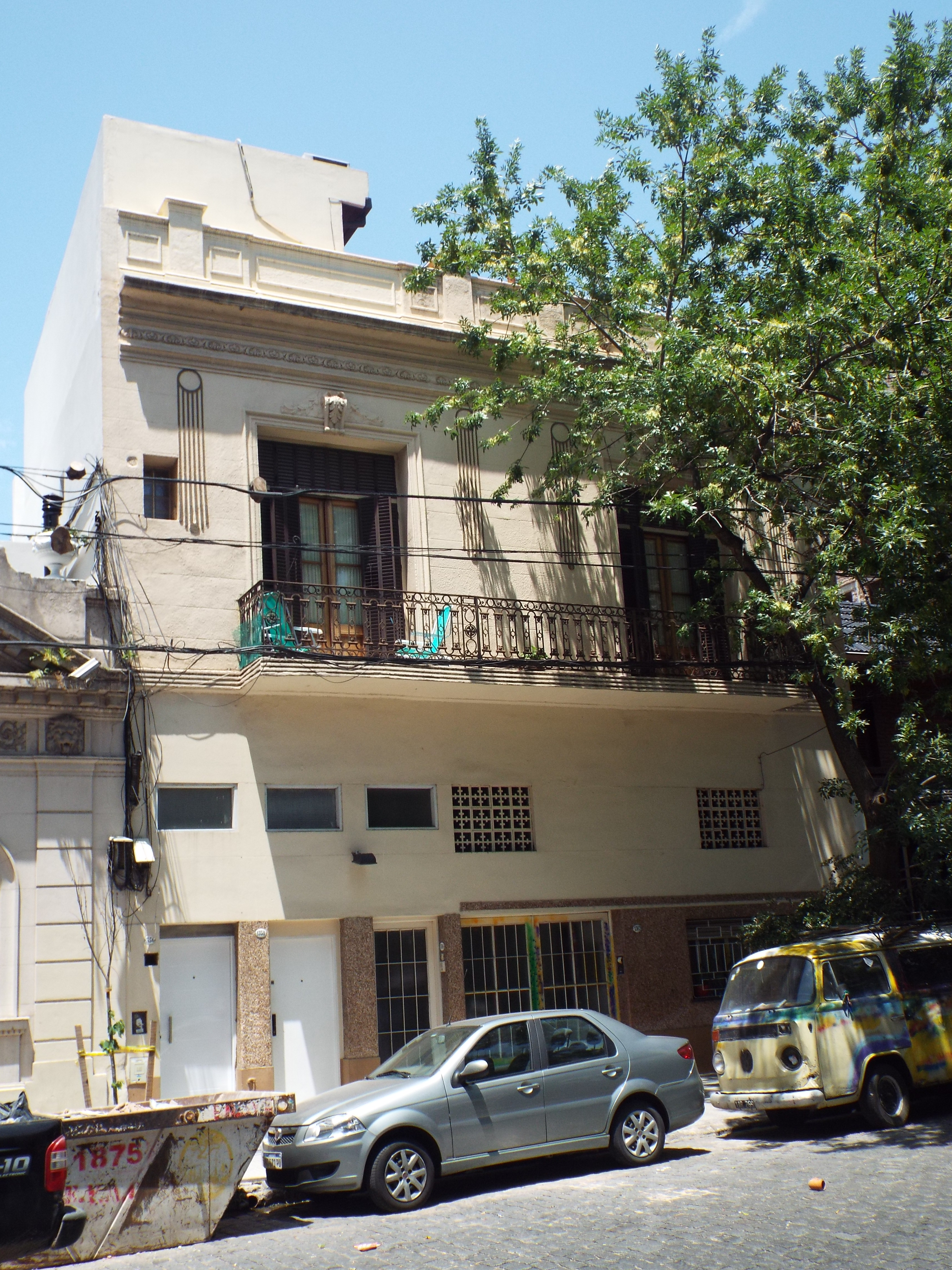
Будинок по вул. Valle 1362, в якому розміщувалася «Просвіта» в 1928-30 рр. Фото 2020 р.

Українці працювали в комерційних закладах Буенос-Айреса. Варто згадати закордонний відділ банку «Національ Сіті Банк оф Нью-Йорк» по вул. San-Martin 857 (вихідний будинок не зберігся), де ведучу роль мали інженер І. Андрущенко, а також працювали С. Сокіл та пані Малицька. Проте його скоро ліквідували з-за кризи. І. Андрущенко також заснував у 1931 р. в Буенос-Айресі кредитно-допомогову організацію «Взаємна допомога».
В 1930-х уряд Х. Е. Урібуру обмежив еміграцію та заборонив емігрантські зібрання на Ретиро. 1930-34 рр. були часом великого безробіття. Поблизу Нового порту (Puerto Nuevo) розміщувалися табори безробітних серед яких було багато українців.

### Діяльність на користь українців на Батьківщині
Аргентинські українці не були пасивними щодо долі своїх побратимів на Західній Україні, окупованій Польщею. 26 січня 1936 р. в Буенос-Айресі пройшли українські протести проти осудження ОУН-івців С. Бандери М. Лебедя та ін. на Варшавському процесі. В цей час на міських мурах з'явилися плакати. Протест проти пацифікації пройшов під «Салоном 20 вересня» (salon XX de Septiembre — салон збудований італійцями для їх товариства 20 вересня (дата об'єднання Італії), який розташовувався по вул. Alsina 2832. Наразі тут стару забудову знесено та будинку з таким номером немає. Ситуацію пильно контролювало польське консульство в Буенос-Айресі, яке, як повідомляло «Українське Слово» станом на 28 вересня 1930 р. знаходилося по вул. Rodriguez Peña 210. Воно намагалося вплинути на аргентинську владу з вимогою припинити активність українців.
Члени «Просвіти» також пожертвували гроші на будівництво хати для читальні «Просвіти» та кооперативи «Час» в с. Тернавка Жидачівського району Львівської області.

### Кладовище Ланус

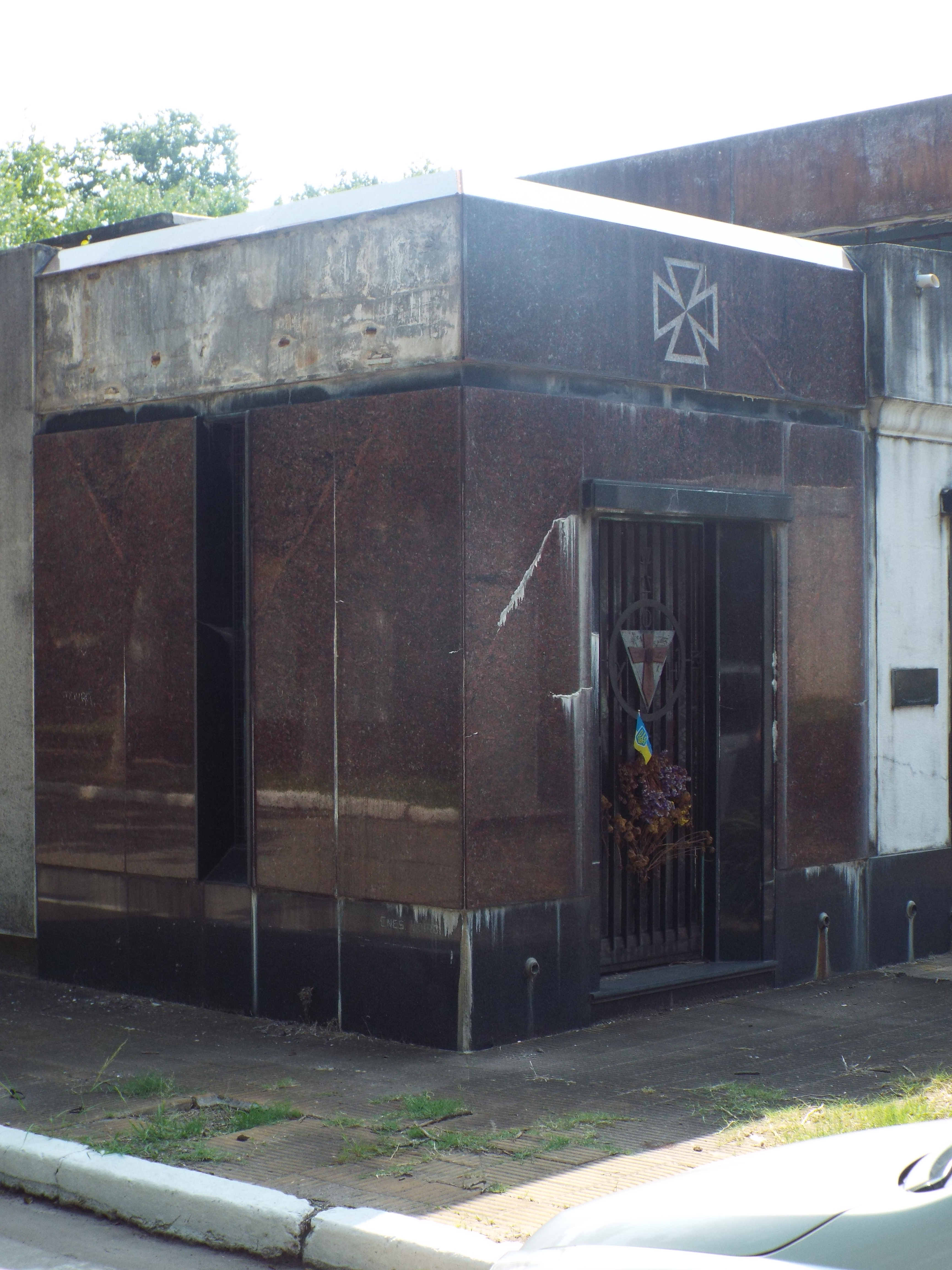
Гробовець Григорія Мацейка на кладовищі в містечку Ланус. Фото 2022 р.

Місцем національної пам'яті українців є також цвинтар на передмісті Буенос-Айресу — Ланус. Тут, зокрема, знаходиться гробівець Г. Мацейка. В місті в залах, які винаймали українці проводилися українські патріотичні та культурні заходи.

### Українська культура
31 серпня — 12 вересня 1936 р. за адресою вул. Florida 935 у галереї Мюллер відбулася виставка українського художника — графіка Віктора Цимбала. На виставці він представив перші свої картини, які зображали Патагонію та Вогняну Землю, серед них була картина з зображенням льодовика яка наразі зберігається в централі «Просвіти» на вул. Soler). Роботи В. Цимбала з повним правом дозволяють зарахувати його до художників дикої природи.
28 березня 1937 р. у італійському салоні 20 вересня по вул. Alsina 2832 відбулося свято Т. Шевченка, про яке писала аргентинська преса. 23 січня 1938 р. тут же проходило Свято Державності. 28 червня 1938 р. в пройшло масове віче на честь Є. Коновальця, 1940 р. — урочиста академія на честь Івана Бучка, а 11 грудня 1943 р. тут представлено драму «Євген Коновалець» Нестора Величковського. 12 травня 1938 р. в іншій залі по вул. Charcas 1155 (сучасна адреса напевно не співпадає з старою) влаштовано перший виступ хору під керівництво А. Ліхнякевича. 28 березня 1947 р. тут також відбувся виступ оперних співаків Софії та Івана Шведових.
В Буенос-Айресі з 1930-х рр. діяла українська друкарня «Чемпіон», яка належала Володимиру Савичу, Йосипу Кузмичу та ще одному співзасновнику. Де знаходилася друкарня в цей час поки не встановлено.

### Загальна чисельність громади
Станом на 1938 р. в Буенос-Айресі було вже 15 тис. українців. В околицях проживало ще 35 тис. українців.

## Під час Другої світової війни
Вибух Другої світової війни українці спочатку зустріли з ентузіазмом, адже він обіцяв визволення України з під чужого панування. Проте водночас люди були свідомі, що то буде за війна. Зокрема, «Українське слово» — часопис «Просвіти» вийшов з матеріалом «Війна — нова трагедія Європи». Аргентина, як відомо, залишилася нейтральною (хоча в країні були сильні німецькі симпатії та діяла німецька розвідка), проте громадська думка, як представників української громади, так і аргентинців загалом, була поділена. Зокрема, у 1941 р. Союз українсько-білоруських робітничих організацій (СУБРО) створив комітети допомоги Радянському Союзу від Патагонії до Місьйонесу. Більшість же українських організацій СРСР не підтримували.
Під час Другої світової війни в Аргентині були створені численні проросійські українські організації: Українське культурно-освітнє товариство імені М. Лисенка, Українське культурно-освітнє товариство імені Т. Шевченка (Буенос-Айрес), Культурно-освітнє товариство «Любителів мистецтва» на Док-Суді, Секретаріат комітету допомоги радянському союзу (Comite democratico Ucrainiano de ayuda a la Union Sovetica), Буенос-Айрес, вул. Bulnes 752.
В цей час виходив прорадянський часопис «Світло». Садиба «Світла» — органу центральної спілки демократичних організацій в Аргентині знаходилася за адресою вул. Juan Agustín García 1839. Часопис «Світло» друкувався у друкарні Poliglota, за адресою вул. Corrientes, 3114.
До і під час Другої світової війни робилися спроби розбудовувати в Аргентині структури православної церкви. На жаль, намагання о. Т. Гнатюка, отців Яворського та М. Чернявського, а навіть єпископа Кирила не мали успіху. В 1941/43 рр. було організовано православну парафію в Буенос-Айресі яка існувала на розі вулиць Corrientes та Rio de Janeiro (Наразі це перетин вул. Av. Corrientes y Avda. Lambare). Проте вона швидко припинила своє існування.
26 лютого 1941 р. при садибі гетьманців на вул. Lugones 1955 відбулося спортивне свято. А в 1944 р. в залі по вул. Guemes 4255 відбулося ювілейне свято відзначення 20-річниці діяльності «Просвіти».

## Після Другої світової війни

Євген Онацький

Післявоєнний час приніс важливі зміни в життя української діаспори в Аргентині та Буенос-Айресі. Руйнування і терор, які прокотилися Україною під час Другої світової війни, змусили тих українців в Аргентині, які ще думали повернутися до дому осідати тут на стале. В той же час після закінчення війни в таборах для переміщених осіб в Західній Німеччині накопичилися тисячі українців, які мали бажання емігрувати до Америки. Серед них було багато інтелігенції та духовних осіб. Правління нового аргентинського президента Х. Д. Перона створило можливості для такої імміграції. Хоча нова хвиля імміграції була значно меншою за попередні (усього біля 6 тис. осіб), проте якісно ця імміграція була відмінною від усіх попередніх та подальших, адже складалася з найбільш політично свідомих українців, які втікали з знову окупованої СРСР України та інших країн Європи, де запанували маріонеточні радянські режими. Більшість з прибулих дуже скоро реемігрували до Північної Америки, проте ті які осіли в Аргентині, залишилися в домінуючий більшості в столиці — Буенос-Айресі, даючи новий імпульс тутешній громаді. Внаслідок цього в 1955 р. кількість українців, які мешкали в великому Буенос-Айресі досягнула близько 30 тисяч. Старі поселенці допомогли новим, а інколи навіть фінансували еміграцію важливих для своєї організаційної структури осіб. Так, спільними зусиллями було організовано еміграцію Євгена Онацького, який став багатолітнім головою Української Центральної Репрезентації в Аргентині.

### Громадські організації
Наплив нової активної еміграції призвів до створення низки нових організацій та органів преси в Буенос-Айресі. До таких організацій належить Братство св. Покрови, яке з 1948 р. що об'єднало православних українців, українське католицьке об'єднання (УКО) з аналогічною метою для греко-католиків, Укр. Допомоговий комітет (з 1947 р.), Український клуб (з 1947 р.), Союз українців в Аргентині, Спілка науковців, літераторів та митців (з 1949 р.), Союз українських ветеранів в Аргентині, Український Демократичний союз (з 1953 р.), Демократичне об'єднання бувших репресованих українців Совєтами — ДОБРУС (1953) та ін.
У цей час в Аргентини емігрували і ОУНівці. При цьому представники ОУН(б) обрали за точку гуртування «Просвіту», а члени ОУН (м) — «Відродження».
Окрім таких організаційних та кадрових успіхів, покращувалася матеріальна організація громади, її тили. 23 серпня 1945 р., було закуплено ділянку під централю «Просвіти» по вул. Soler 5039 а 27 березня 1947 р. тут вже було проведено свято Солідарності, як вияв підтримки для УПА, за спільної участі «Просвіти» та «Відродження». 19 грудня 1959 р. відбулося урочисте посвячення цього нового будинку «Просвіти».

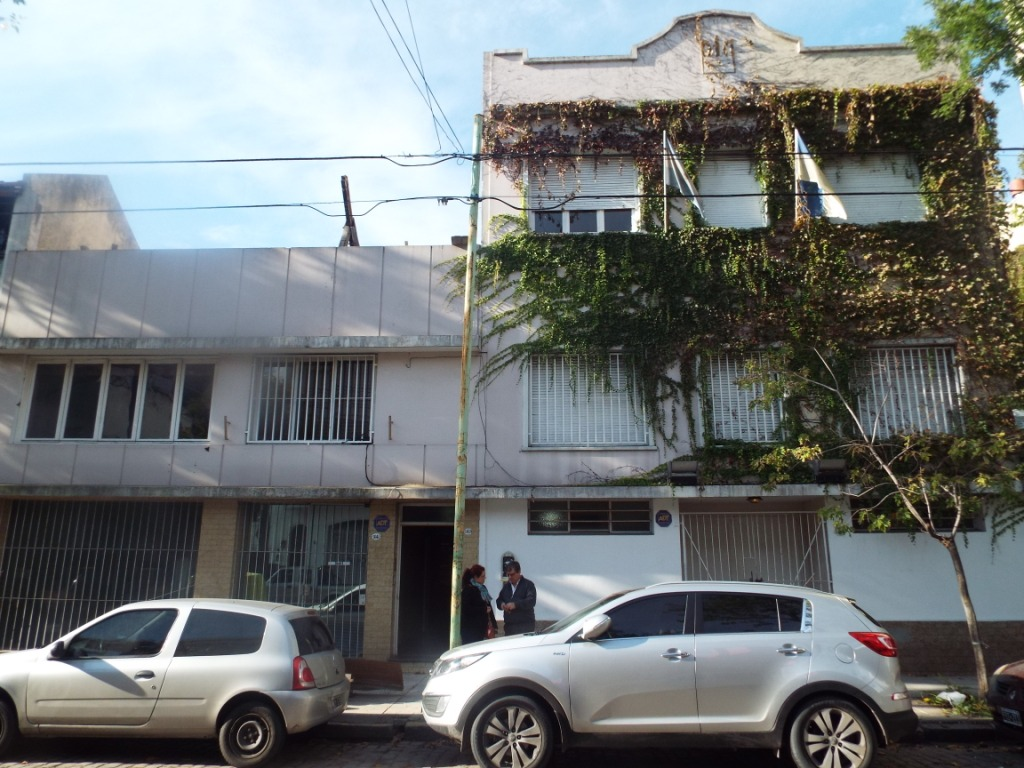
Будинок культурного товариства «Просвіта» в м. Буенос-Айрес, 2017 р.

При «Просвіті» станом на 1970-ті рр. також розміщувались організації: Товариство української студентської молоді, Спілка Української Молоді (СУМ), Об'єднання Жінок «Просвіта». Тут же виходила газета «Українське слово», знаходилося видавництво Український інформативно-видавничий інститут (УІВУ), український фольклорно-танцювальний ансамбль (balle Folklorico Ucranio з 1961 р.).. У пізніших роках в «Просвіті» утворено також Капелу бандуристів ім. Тараса Шевченка. В 1968 р. цю Централю «Просвіти» відвідав патріарх Йосип Сліпий разом з духовенством.
Окрім «Просвіти», що на 1959 р. мала в федеральній столиці Буенос-Айресі та передмісті вже дві свої домівки (тут і на Док-Суді), своїми приміщеннями обзавелося і «Відродження» з філіями. При головній домівці на Maza, 150 в описуваний період також діяли Організація жінок «Відродження», тут виходила газета «Наш Клич».
Загалом, остання післявоєнна імміграція застала у великому Буенос-Айресі шість «Народних будинків»: 4 з них належали «Просвіті», 2- «Відродженню». Будинки того часу були скромні, в порівнянні до тих, які пізніше збудовано на їх місці. З приїздом нової еміграції наприкінці 1940-х — початку 50-х рр. та пожвавленням громадського життя виникла потреба перебудови існуючих домівок та адаптації їх до нових вимог. Отже збудовано нові гарні будівлі з просторими залами та багатьма кімнатами.
Наразі централя «Просвіти» — це цілий комплекс приміщень, які мають забезпечувати усі потреби української громади. При вході зала для виставок, меморіальні дошки фундаторів та меморіальні таблиці видатним українським діячам — реліквії української спільноти Південної Америки.
В 1949 р. філія «Просвіти» на Док-Суд закупила нову ділянку та почала будувати тут наступну садибу, яка була добудована до другого поверху в 1956 р. У 1968 р. і по цьому місцю де стояла «Просвіта» знову пройшла автострада. Тож «Просвіту» ще раз перенесли до сусіднього містечка Авельянеда, де збудували садибу за адресою вул. Gral Paz 162.

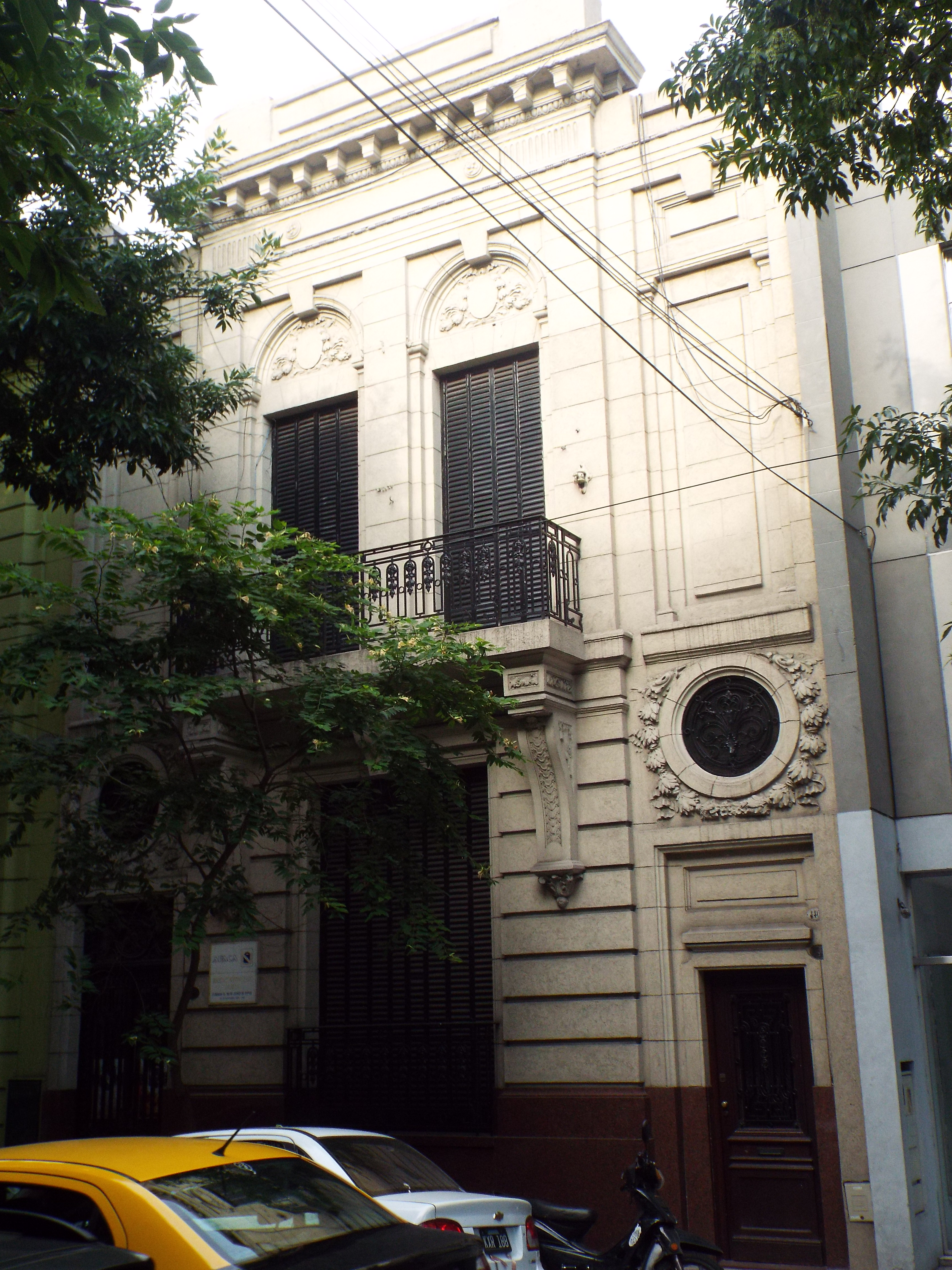
Будинок у Буенос-Айресі, в якому знаходився Український клуб на вул. 24 de Noviembre 438. Фото 2020 р.

Однак швидко виявилося, що самих домівок для притягнення молоді, особливо народженої вже в Аргентині замало. Беручі за приклад заходи українців в Північній Америці, було прийнято рішення влаштовувати відпочинково-спортивні оселі. Першу таку оселю названу «Веселка» закупило в 1967 р. Товариство «Просвіта», при активній допомозі своєї громади з Буенос-Айресу та околиць. Тут існує Площа Героїв. Тут встановлено погруддя Симона Петлюри, Романа Шухевича, Євгена Коновальця та Степана Бандери. Товариство «Відродження» також купило оселю-хутір назвавши її «Калина».
В будинку по вул. Cordoba, 960 на 10 поверсі розміщувався офіс кредитної спілки «Тризуб». Зважаючи на це низка організацій оформили тут свою адресу для листування: Товариство сприяння УН раді, ДОБРУС, Легіон Симон Петлюри. Тут же була кредитна спілка «Тризуб». Із часом ті товариства перебрались на адресу Православної Церкви або перестали існувати.
В 1963 р. «Пласт» за допомогою пластунів з інших країн, патріарха Йосипа Сліпого та доброзичливій допомозі василіан купив оселю неподалік від греко-католицького собору Покрови на вул. Jose Enrique Rodo 3868.
Інші товариства, подібно до того як «Пласт» перед цим знаходилися при церквах та більших товариствах, або знімали інші приміщення. Таке приміщення знімав, наприклад, «Український допомоговий комітет» на вул. 24 de Noviembre 438. Український допомоговий комітет виник в квітні 1947 р. при допомозі «Просвіти» та «Відродження». Займався отриманням дозволів (авторизації) на еміграцію українців з д-п. Згодом він перебрався на вул. Maza 150. Пізніше це приміщення перебрали на себе «Союз українських купців, промисловців та професіоналів» та «Український клуб». Тут збиралися купці та промисловці, переважно надніпрянці. У цьому приміщенні у вересні 1955 р. пройшло змагання українських шахістів.
Для координації роздрібнених політичних та громадських сил в 1947 р. на цьому конгресі українців Аргентини створено організацію, яка мала об'єднати усі українські громадські організації в Аргентині — Українську Центральну Репрезентацію. З 1953 р. до 1960 р. — її головою був проф. Є. Онацький.

### Українські видавництва
Станом на 1950-ті рр. утрималися і виходили тижневик «Українське слово» — орган «Просвіти», «Наш Клич» — орган «Відродження», місячники «Овид» (це застаріле українське слово значить горизонт), «Життя», «Дзвін», «Мітла», літературно-мистецький журнал «Пороги» та «Ukrania Libre». «Овид» певний час видавав також «Літ. Бібліотеку». В Буенос-Айресі також діяли видавництва М. Денисюка, «Перемога» С. Кравця, «Полтава» Д. Савчука й ін., завдяки яким столиця Аргентини стала головним видавничим центром українців усієї Південної Америки.
Станом на 1979 р. працювало видавництво Юліана Середяка, вул. Casilla de Correo 7, Suc 7 (видавництво було розташоване в приватному будинку Ю. Середяка) та продовжувала роботу українська друкарня «Tajjeres Champio» Йосипа Кузьмича. Ця друкарня, яка діяла ще з передвоєного періоду, була викуплена Й. Кузмичем у партнерів. У післявоєнний час друкарня знаходилася при храмі василіан на вул. Curapaligue 760, а потім перемістилася на вул. Mercedes 2163/67. Коли Кузмич помер, друкарня перейшла на інший тип друкування — офсет. Зауважимо, що саме в друкарні «Tajjeres Champio» протягом 1930—2000 рр. друкувалися «Українське слово», «Наш клич», календарі «Просвіти» та «Відродження», урочисті жетони тощо.
Український протестантський настоятель отець Бахор також мав власну друкарню української баптистської церкви. Тут він друкував Біблію та інші релігійні книги. В нього також друкувалися українські організації. Існувала також друкарня Printo Dorrego, яка мала кириличні шрифти і могла друкувати українською мовою.

### Духовне життя
Хоча нові іммігранти не застали в Буенос-Айресі жодної української церкви, питання церковної опіки почало дуже швидко вирішуватися. У 1946 р. оо. Василіани, деякі священники інших чинів та світські розгорнули постійну душпастирську працю у місті Буенос-Айрес та його околицях.

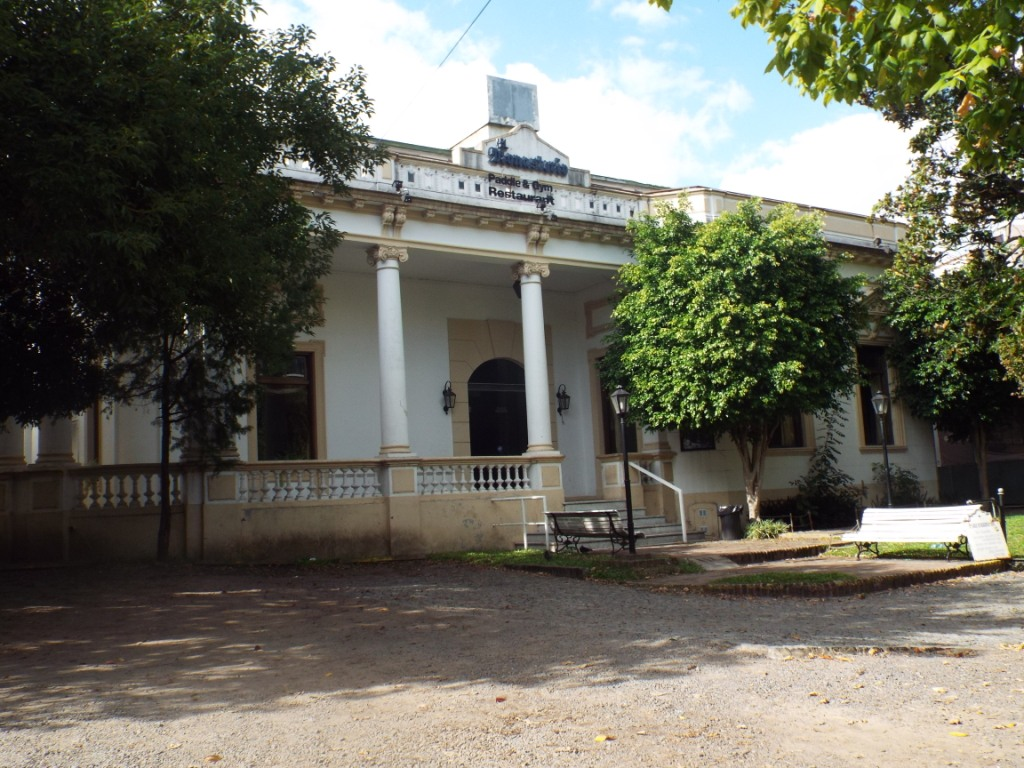
Сучасний вигляд будинку бувшої церкви чину святого Василя Великого, наразі спортивний зал. Фото 2017 р.

Спочатку вони відправляли богослужіння в латинських церквах. Зокрема, у відомому з передвоєнного етапу костелу Сантісімо Сакраменто (Baslica del Santsimo Sacramento), в дільниці Ретіро, а короткий час також у поважних стінах Колегії Мізерікордія (Instituto Nuestra Senora De La Misericordia) при вул. Directorio 2138.
В 1948 р. в закупленому отцями василіанами великому репрезентативному будинку по вул. Curapaligue 760 було влаштовано першу в Буенос-Айресі каплицю, яку розмалював в українському стилі маляр Володимир Каплун. Ця перша церква стала не тільки першим релігійним осередком міста Буенос-Айресу і околиці, але й надала прихисток багатьом українським релігійним і світським організаціям. Наразі на жаль василіани продали цей будинок, все сконцентрувалося поблизу нового кафедрального собору Покрови на вул. Ramon Falcon 3960. Більшість елементів вистрою церкви при цьому перевезено до різних українських церков в провінції Місьйонес.
Зведення греко-католицького собору Покрови Богородиці — це кульмінація зусиль українців — греко-католиків Аргентини Розпочате о. Й. Галабардою (василіанин) будівництво кафедрального храму Покрови розпочате в 1961 р. закінчував єпископ Андрій (Сапеляк) На той момент було вже зведено стіни та бані храму). Загалом будівництво собору тривало з 1960 по 1969 рр. під керівництвом архітектора Віктора Гриненка силами будівельного підприємства Осипа Галатя. Аж нарешті 7 вересня 1968 р. Патріарх Йосип Сліпий під час свого пастирського візиту в Аргентину освятив цей храм. З появою в Аргентині Андрія (Сапеляка) пов'язаний величний костел Medalla Milagrosa по вул. Curapaligüe 1185, в якому відбулася його перша служба божа в Буенос-Айресі.

В порозумінні з Йосипом Сліпим та ректором Українського католицького університету ім. св. Кліментія в Римі у Буенос-Айресі при соборі відкрито філію Українського католицького університету — відділи славістики та українознавства.

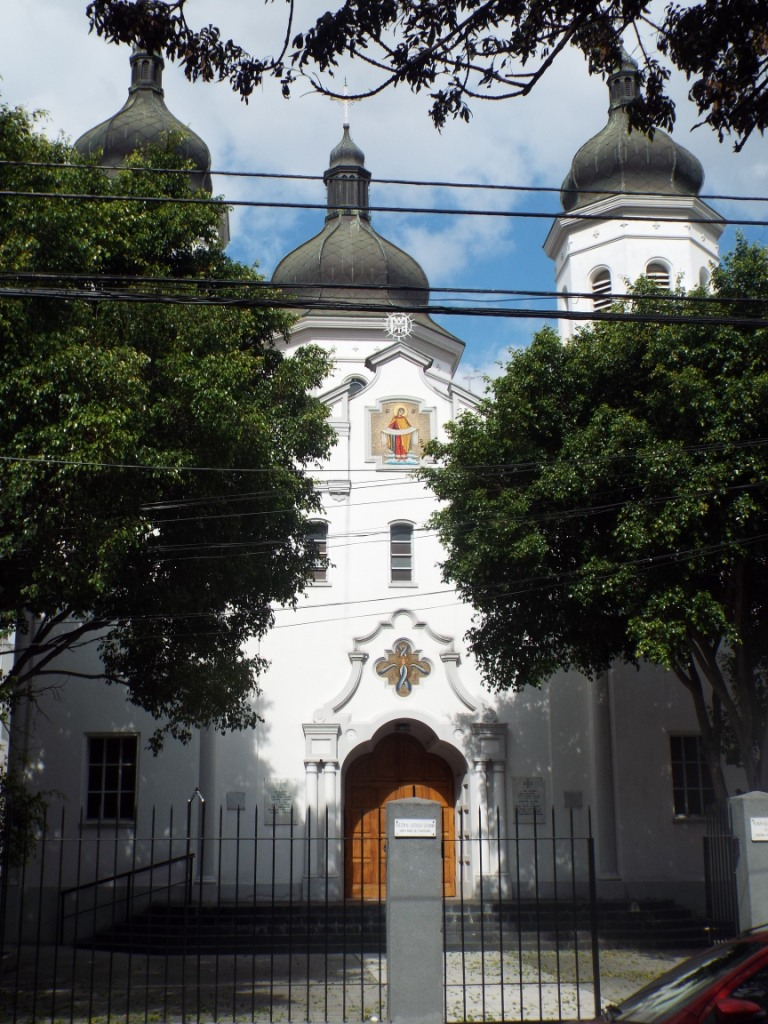
Греко-католицький собор Покрови, м. Буенос-Айрес, Фото І. Парнікози. 2017 р.

В садибу собору Покрови також переселився осідок «Рідної школи», а за декілька років «Пласту». Тут розміщувалося братство дивізийників та виходила газета «Вістник». Образ Богородиці в кафедральному соборі Буенос-Айреса був коронований Іоанном Павлом ІІ, під час його візиту до Аргентини в 10.04.1987 р. Свій будинок в Буенос-Айрес придбали (і мають до нашого часу) також сестри василіанки за адресою вул. Caracas 370.
Важливе значення в житті української греко-католицької громади мало започаткування з 1944 р. регулярної прощі до м. Лухан (Lujan, пров. Буенос-Айрес), до базиліки Божої матері Луханської.
До закінчення Другої світової війни розбудувати православну парафію в Буенос-Айресі та Аргентині не вдалося. Тільки після закінчення війни, коли до Аргентини приїхало багато православних українців, а також священників, пожвавився розвиток української православної церкви. Більшість прибулих священників та вірних належали до Української автокефальної православної церкви, головою якої був тоді митрополит Полікарп Сікорський, з центром в Європі. Серед новоприбулих у 1946 р. приїхав та оселився митрофорний о. Іван Ярославський. 29 жовтня 1946 р. у Буенос-Айресі у приватній оселі цього священника на вул. Avenida Forest 2777 зійшлися вірні православні, які заснували парафію. До парафіяльної групи увійшли Феодосій Данилюк, Павло Дудниченко, Степан Сергійчук, Іван Чарнецький та інші. При парафії згодом постало братство св. Покрови, церковний хор, Рідна школа і бібліотека.

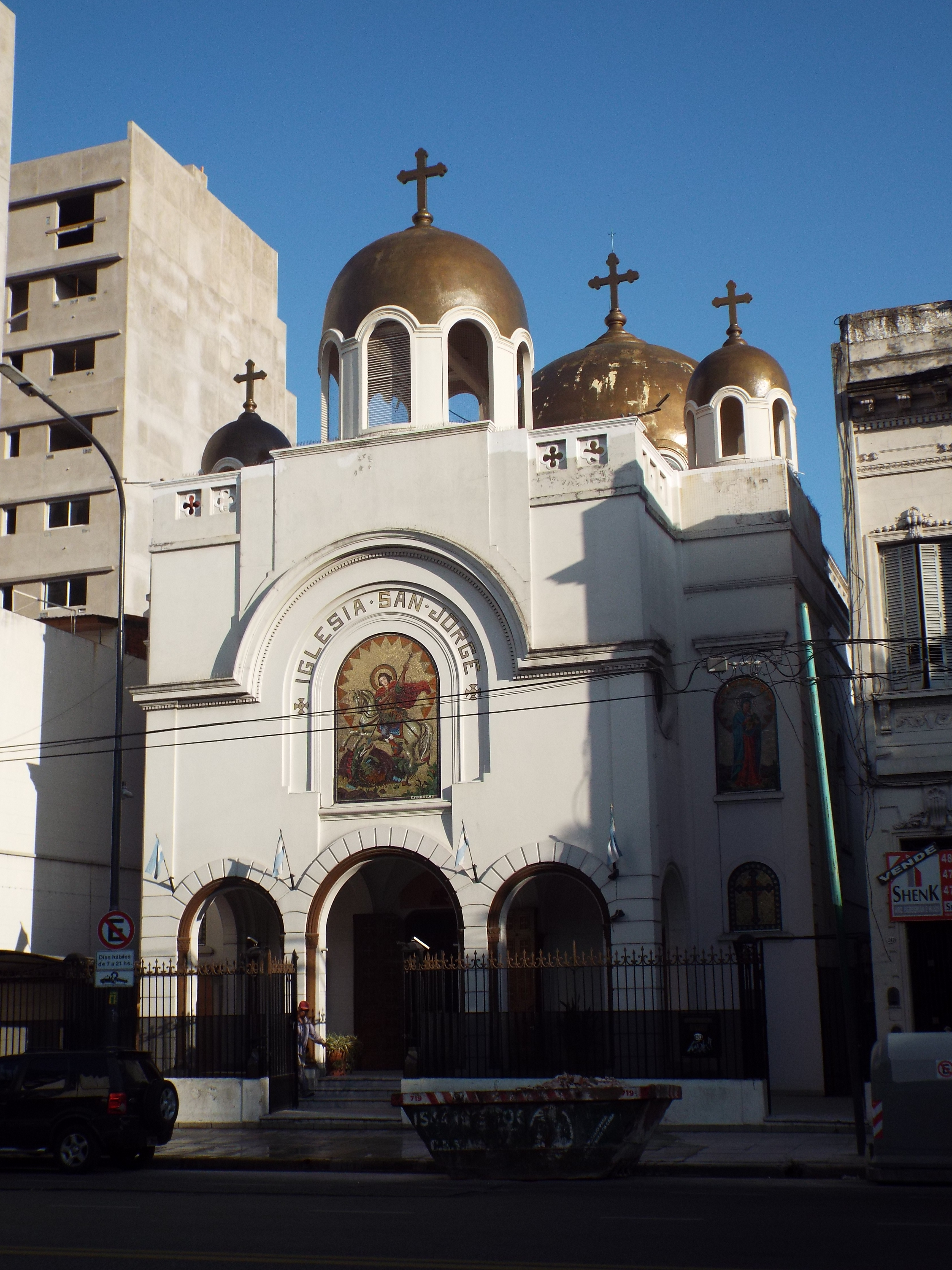
Сирійська православна церква св. Юрія у Буенос-Айресі. Фото 2017 р.

Довгі роки парафія УАПЦ у Буенос-Айресі — центр УАПЦ в Аргентині не мала ні власного приміщення. У 1948 р УАПЦ відправляла службу в приміщенні українського клубу на вул. 24 Noviembre 438. У грудні 1949 р. орендується та впорядковується до богослужіння колишня сирійська церква на вул. Suipacha 844—846. У 1949 р. місцева православна спільнота орендувала також в сирійської громади церкву Св. Юрія розташовану за адресою вул. Av. Raul Scalabrini Ortiz 1253.
Гостро стояла потреба власного приміщення. На зборах Братства св. Покрови у 1970 р. за головування о. прот. Б. Арійчука вирішено купити ділянку землі і розпочати будівництво власної церкви з парафіяльними приміщеннями. Після захворювання Б. Арійчука, цю справу перебрав його наступник, недавно висвячений о. Степан Сергійчук. Площу закуплено і у 1978 р. будова церкви Покрова по вул. Tarija 4063 за проектом Гріненка була закінчена. Церкву освятив митрополит української автокефальної церкви Мстислав. Дві головні ікони цього собору написав Віктор Цимбал. Він же оформив тутешній іконостас. Розписи цієї церкви також виконав Микола Голодик. При православній церкві також розміщувалася редакція журналу «Дзвін».
Українці приєднувалися і до інших гілок православної церкви в Аргентині: православної церкви московського патріархату (до якої відійшла церква св. Трійці, вул. Brasil 315 та православної церкви за кордоном). Архієпископ Лазар — екзарх православної церкви московського патріархату в Південній та Центральній Америці зазначав в інтерв'ю в 1998 р., що більшість його прихожан українці. Проте прихожан цього патріархату решта української громади через національну несвідомість за своїх не вважала.
З вихідцями з України пов'язане також зведення Воскресенського кафедрального собору православної церкви Московського патріархату по вул. Nunez 3541. Цей храм було освячено в 1960 р. в пам'ятці присвяченій його зведенню фігурують прізвища близько 150 жертводавців, серед яких третина — поглинуті російською культурою українці. Тут також вказано, що розписи собору виконав архітектор з Києва — Микола Шехонін. Він працював у Аргентині за спеціальністю, зокрема на зведенні електростанції Костанера (Central electrica Costanera) у Буенос-Айресі, як досі працює. У 1959-61 рр. М. Шехонін виконав у техніці олійного живопису на полотні композиції в Воскресенському кафедральному соборі: «Бог Саваоф» (над вівтарем), зліва — «Вхід Господній в Єрусалим», «Шлях на Голгофу» та «Розп'яття»/ Окрім того пензлю М. Шехоніна належать велика ікона «Святий рівноапостольний князь Володимир», орнаментальні мотиви в огорожі хорів. Разом з М. Шехоніним працював молодий архітектор-українець Віктор Гриненко, який вважав себе його учнем. Саме він звів як православну церкву так і греко-католицький собор для українців в столиці Аргентини.

### Економічна діяльність
Розвивалися підприємницькі ініціативи місцевих українців. В післявоєнний час в Аргентині почалося створення українських кредитних спілок. Зокрема, в Буенос-Айресі з 1957 р. діяла кредитна спілка «Відродження», а здобула собі довіру серед українців. Існувала і в 1980 р. її будинок був по сусідству з Центральною репрезентацію (сусіднє приміщення вверх по вулиці) за офіційною адресою вул. Maza 144.
При «Просвіті» натомість з 1960 р. діяв кооператив «Фортуна». Ще одна кредитна спілка «Тризуб» діяла при православній громаді, її адресу в багатоповерховому офісному приміщенні на вул. Cordoba ми вже згадували. Проте після зміни законодавства в Аргентині українські кооперативи збанкрутували і були закриті. Будинок кооперативу «Відродження» було продано, а приміщення «Форутуни» було передане «Просвіті». Наразі тут, на місці колишнього кооперативу, буде влаштовано бібліотеку та документаційний центр.
Приватні крамниці були представлені, зокрема, електромеханічною крамницею «Gran Dnipro» Й. Бурбана. — 20.11.1948 р. та великою українською книгарнею «Gran Libreria Ukrainiana».

### Спортивні та культурні заходи

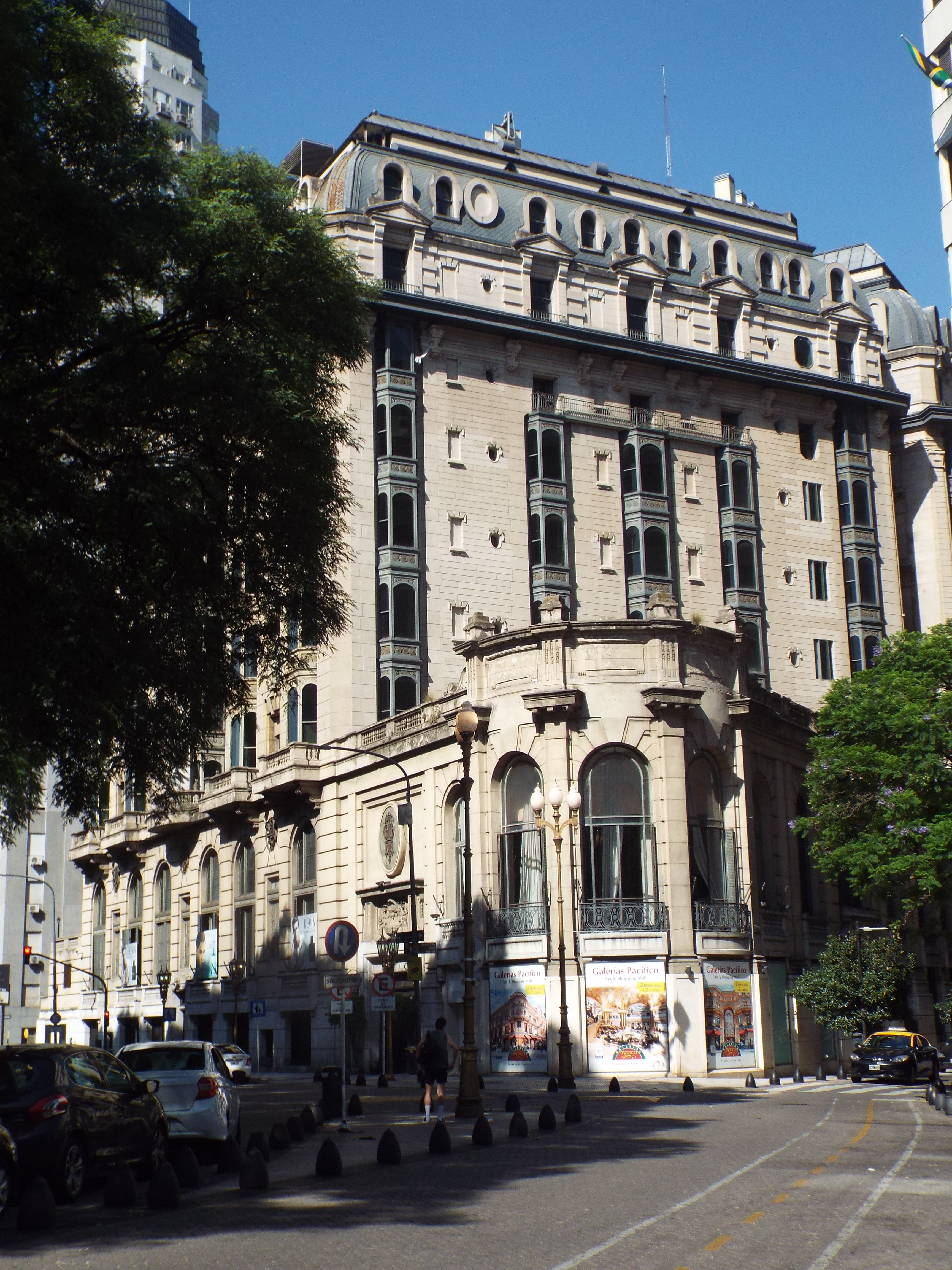
Готель «Плаза» у Буенос-Айресі. Фото 2022 р.

Приміщення, в якому діяв спортивний клуб «Спортіво Док-Суд» по вул. Leandro N. Alem 150 (йдеться про вулицю з такою назвою, яка існувала на Док-Суді, а не однойменну вулицю в центрі БА), де 20 січня 1946 р. змагання окремих спортсменів та команд, а в 1955 р. відбулися змагання української молоді. Дійсно на Док-суді своя вулиця Leandro N. Alem. Зараз цей клуб по вул. ADG, Leandro N. Alem 1255, B1871 Dock Sud. 1946 р. українські заходи проходили на стадіоні емігрантів по вул. Av. Agustín Debenedetti 2055, B1871AAS Dock Sud.
Театр «Політеама» (Teatro Politeama), вул. Corrientes 1490. Тут в 1949 р. виступав під час візиту до Буенос-Айреса, відомий український балетмейстер Василь Авраменко. Він також давав майстер класи по всіх українських організаціях міста започаткувавши роботу над створенням танцювально-фольклорних колективів. Даний театр, на жаль, не зберігся.
Зала по вул. Parana 555, де 27 жовтня 1945 р. відбувся концерт Української капели під приводом А. Ліхнякевича. Це було приватне помешкання, яке одна особа подарувала на церкву. За Сапеляка цей будинок був проданий.

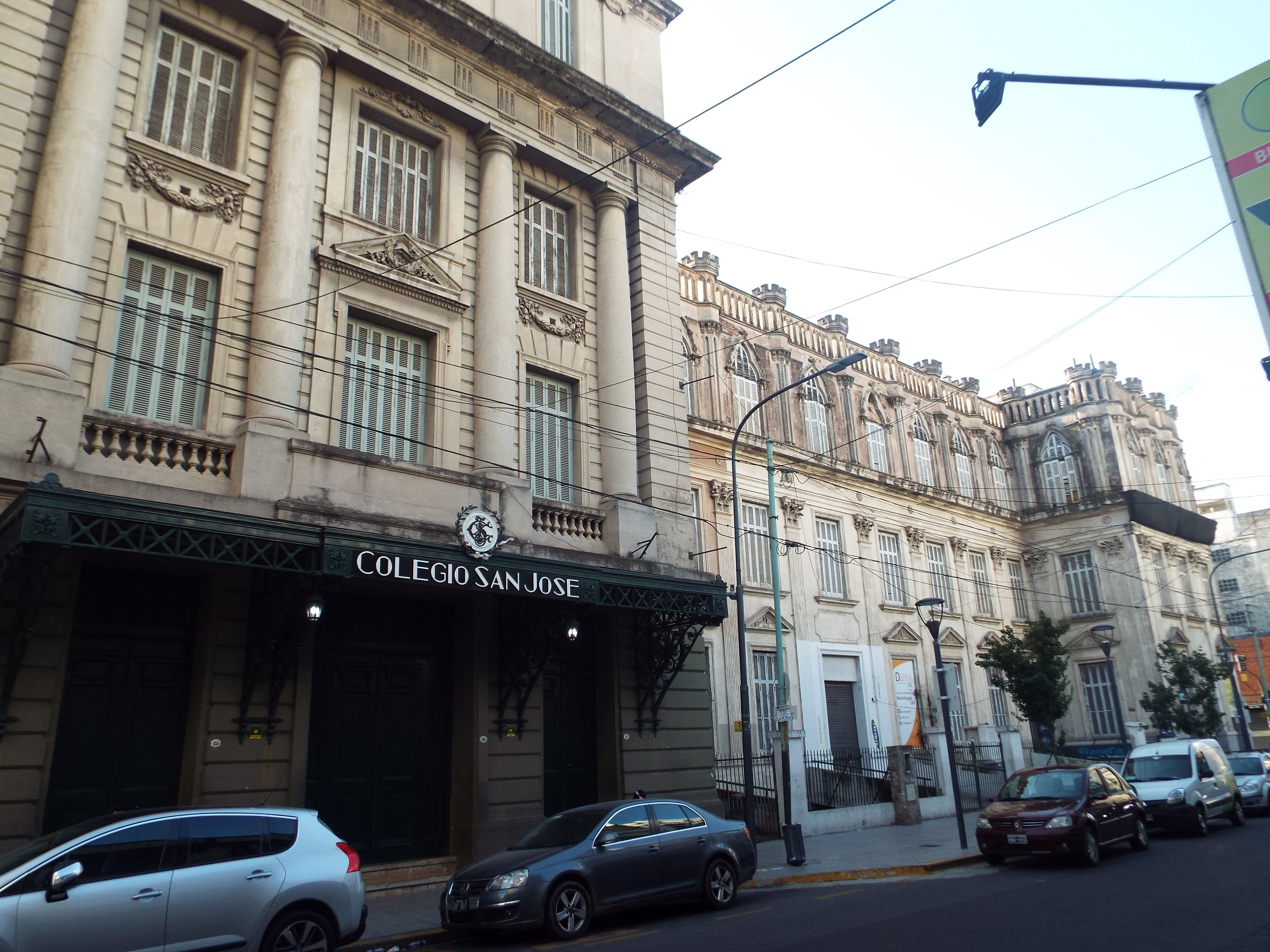
Старовинний колегіум Сан-Хосе — одне з найбільш важливих українських місць в Буенос-Айресі. Фото 2020 р.

Старовинний приватний навчальний заклад — колегіум «Сан Хосе» по вул. Azcuenaga 158 був закладений в 1858 р. 31 жовтня-2 листопада 1947 р. тут пройшов Перший Український культурно-освітній конгрес — перше зібрання українців Аргентини а також сусідніх держав Південної Америки. Тоді тут відбулася академія на честь 1 листопада 1918 р. Продовжився конгрес в будинку Просвіти на Soler, 5039. 2 листопада у вже знайомому нам костелі Святого Сакраменту на вул. San Martin 1039 відбулося богослужіння за митрополита Андрія Шептицького та полеглих за волю України. Закінчився конгрес співанням Франкової «Не пора!» в будинку «Просвіти». В даному колегіумі відбулися й інші заходи: 23 січня 1962 р. — святкова академія до дня Державності 22 січня (сучасний день Соборності) за участі усієї української громади; 2 червня 1963 р. — поминальний захід на честь борців за волю України; 24 січня 1965 р. тут же вшанування Дня Соборності; 8 серпня 1965 р. академія на честь патріарха Йосипа Сліпого; 22 жовтня 1967 р. тут же відзначення 25-ї річниці УПА; 28 січня 1968 р. академія на честь української державності до Дня Соборності; 28 квітня 1968 р. віче-протест з оголошенням декларації прав людини; 5 травня 1968 р. демонстрація фільму «Гуцулка Ксеня» (чи постановка однойменної оперети?); 7 травня 1972 р. показано фільм «Жорстокі Світанки» про боротьбу УПА в Україні; 29 жовтня 1972 р. свято 30-річниці УПА; 1 листопада 1973 р. — святкування Листопадового чину 1 листопада 1918 р.; 27 січня 1974 р. січневі роковини — святкування Дня Соборності, тут же те саме свято святкували і в 1975 р., 30 травня 1976 р. тут відбулася жалобна академія в пам'ять про С. Петлюру.
Відомо, що 9 конгрес українців в Аргентині проходив 15-16 вересня 1973 р. в садибі греко-католицького храму Покрови на вул. Ramon Falcon. В другий день конгресу учасники поклали квіти під пам'ятником Сан-Мартину. Після цього дві служби в обох церквах — православній та греко-католицькій. Після цього спільна маніфестація біля пам'ятника Т. Шевченку.
Не менш заслуженим для української спільноти столиці Аргентини є театр «Колісео» (Teatro Coliseo), вул. Marcelo T. de Alvear 1125. Тут, зокрема, відбувалися 14 травня 1961 р. відзначення 100–річчя смерті Т. Шевченка; 25 листопада 1962 р. — фестиваль української пісні та танку та виступ українського симфонічного оркестру, диригент Антон Копитович; 5 грудня 1971 р. тут відбувся концерт з нагоди відкриття пам'ятника Т. Шевченка в Буенос-Айресі; 15.12.1974 р. відбулися урочисті заходи присвячені 50-тій річниці «Просвіти» в Аргентині; 20.11.1977 р. святкування 80-річчя українського поселення в Аргентині. На останньому святкуванні спеціальними грамотами відзначено українців, які вже 50 років живуть в Аргентині.
Відзначився в українському національному житті і величний театр «Колон». Тут в грудні 1973 р. відбулося святкування 40-ї річниці «Відродження»; Зусиллями доктора Василя Іваницького 01.04.1962 р. у театрі «Колон» було проведено величний концерт присвячений М. Лисенку. У театрі «Опера» 6 вересня 1964 р. відбувся концерт до 150-ї річниці народження Т. Шевченка.
Зала колегіуму Сан Сальвадор при вул. Callao 542 стала місцем, де 23.01.1955 р. зусиллями Центральної Репрезентації було проведено свято Державності при участі новоорганізованого хору «Сурма» під керівництвом В. Василика. Воно ж повторилося тут 22 січня 1961 р.
Зала в старовинному будинку на вул. Montevideo 850 — 26 січня 1958 р. стала місцем організованої Українською Центральною Репрезентацією традиційної академії присвяченої Дню Соборності України.
8 грудня 1968 р. в залі театру «Авеніда» за адресою вул. Av. de Mayo 1222 пройшло свято 100-річчя матері-«Просвіти» у Львові.
Католицький понтифікальний університет по вул. Juncal 1247 у березні 1965 р. став місцем проведення курсів славістики.
Місцем проведення українських заходів була також зала «Консехо де Мухерес» (Consejo Nacional de las Mujeres) вул. Charcas 1145 (1125 — в аргентинських джерелах), 17.07.1945 р. вона була місцем постановки ліричної опери «Причинна» під керівництвом Анастасія Ліхнякевича; 27.05.1962 р.– тут пройшло свято Героїв. Тут також відзначалися річниці загибелі С. Петлюри та Є. Коновальця.
Муніципальний Театр «Сан Мартин», вул. Corrientes 1530, 28-29 листопада 1965 р. став місцем виступу балету «Просвіти». 11 грудня 1966 р. тут же пройшов Фестиваль поневолених народів. Українців представляла Центральна репрезентація і танцювальний колектив «Просвіти».
Будинок готелю «Плаза», вул. Florida 1005, став місцем, де 7 листопада 1967 р. відбулася прес-конференція про утворення Світового конґресу вільних українців, який відбувся в Нью-Йорку.
Вулицею Libertad 1957 р. пройшов марш присвячений дню української Державності (дню Соборності).
Важливим місцем українських урочистостей присвячених дню Соборності в 1958-1980-х рр. був пам'ятник Сан-Мартину. Саме він став традиційним місцем покладання квітів українською громадою. Ця акція також дозволяла привернути увагу аргентинської преси до української громади.
Українські домівки та церкви стали місцем поширення тут на теренах Південної Америки різних форм традиційного українського мистецтва.
Для зазначеного періоду характерна наявність і окремих визначних українців, що залишили на Аргентинські землі помітний слід. Варто, зокрема, загадати Костя Бульдина — українського архітектора, який при президенті Х. Пероні — працював на закладці порту Ла-Плата. Він же став автором неповторного дитячого містечка (типу Діснейленду) — Republica De Los Ninos в Ла-Платі.
На еміграції в Аргентині проживав колишній київський архітектор Микола Шехонін. Він влаштовував виставки своїх живописних робіт. Кілька разів його виставки пройшли в «Galeria Muller» в Буенос-Айресі. Тут він представляв краєвиди Відня, Італії та Аргентини. 17 вересня — 6 жовтня 1956 р. в салоні «GATH&CHAVES» в Буенос-Айресі відбулася виставка італійських мотивів.
Іншим українським художником, що працював в Буенос-Айресі був Віктор Цимбал. Зокрема, він брав участь у першій виставці релігійного мистецтва, яка відкрилася 1954 р. в історично-церковному музеї Аргентини. Цимбал працював у сфері реклами, а з отриманих доходів фінансував українську громаду.
До столиці Аргентини 1948 р. виїхав і художник Борис Крюков. 1949 р. відбулася його персональна виставка у галереї Мюллер на вул. Florida 935. 1951 року — друга виставка в галереї Мюллер, 1952 — третя. 1954 р. — персональна виставка в галереї Мюллер. 1956 р. — виставка в галереї Ван Рієль. 1958 р. — виставка в галереї Ван Рієль та «Просвіті». 1959 р. — галерея Віткомб. 1965 рік. — виставка в салоні Міської Ради в Буенос-Айресі. Крюков працював з українськими видавництвами в Аргентині: М. Денисюка, Ю. Середяка, М. Бахора, «Добра книжка» та ін. Працює він і з аргентинськими видавництвами: «Атенео», «Атлянтида» та «Кодекс» та ін. Протягом більше ніж 15-ти років робив карикатури для українського гумористичного журналу «Мітла» — видавництво Ю. Середяка. В 1956 р. митець намалював 4-х євангелістів і Благовіщення для іконостасу православної церкви в Буенос-Айресі. Для цієї ж церкви він зробив мініатюри на святій Євангелії. В лютому 1967 р. персональна виставка в зеленому салоні «Альвеар Паляс», яку організувала донька митця Лідія Крюкова. В 1970 р. під редакцією дружини митця вийшов присвячений йому фотоальбом з репродукціями його робіт.

### Українське радіо

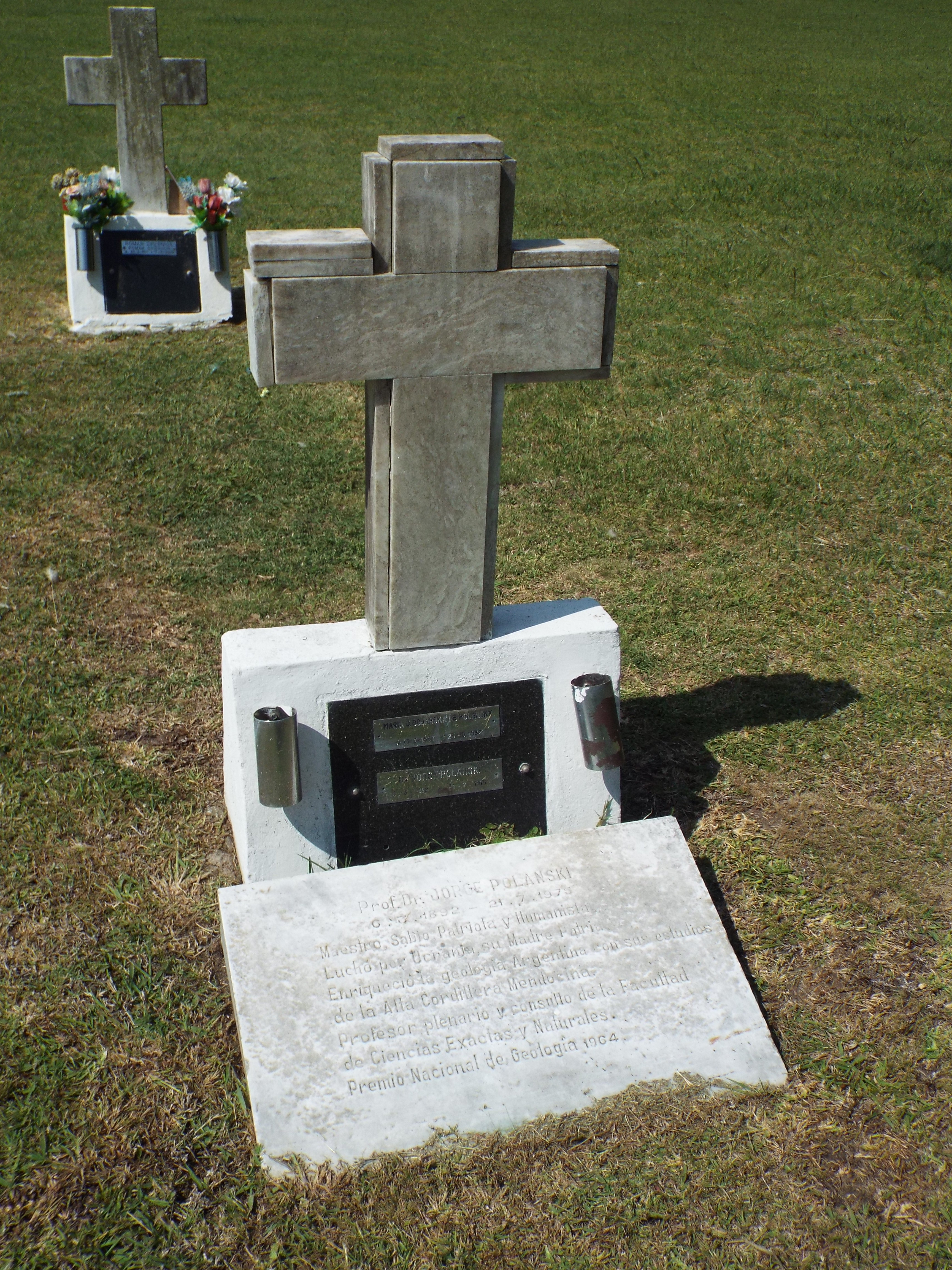
Могила Юрія Полянського на цвинтарі в Монте-Гранде. Фото 2020 р.

Окремим досягненням української громади в Буенос-Айресі був вихід на радіомовлення. Перше українська передача «Вільна Україна» розпочалася для мешканців Буенос-Айресу та околиць наприкінці 1950-х років, завдяки старанням та праці д-р. Лідії Макрухи-Іваницької та допомозі її чоловіка Василя Іваницького. Це радіомовлення висилалося спочатку через радіостанцію в м. Колонія, Уругвай, а потім радіостанцію Антарктида у Буенос-Айресі. Це були культурно-інформаційні передачі. Радіо Голос України звучало по середам о 21-22 на АМ 670 радіостанція Антарктида. Спочатку передачі велися, як на українській, так і іспанській мові. Проте згодом на вимогу урядових кіл повністю перейшли на іспанську. Наразі українські організації, зокрема, «Просвіта», продовжують започатковане та мають ефіри на радіо.

### Науковці
Українці в післявоєнний час знайшли себе і в наукових та навчальних закладах Аргентини. Так, в Університеті Буенос-Айреса викладав Юрій Полянський — український геолог, географ і археолог, старшина УГА, перший крайовий комендант Української Військової Організації. Юрій Полянський похований на кладовищі в Монте-Гранте.

### Пам'ятник Тарасу Шевченку

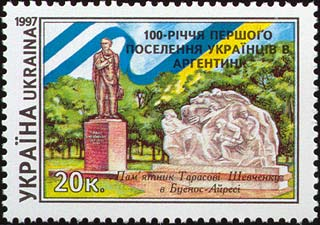
Українська поштова марка 1997 року, що зображує Пам'ятник Тарасові Шевченку у Буенос-Айресі

Детальніше див.: Пам'ятник Тарасові Шевченку (Буенос-Айрес)
Ще одним символом українського Буенос-Айреса поруч з Собором Покрови став пам'ятник Тарасу Шевченку. Він відкритий 05.12. 1971 р. в районі Палермо в парку Третього лютого. Встановлення пам'ятника була справою концентрації великих зусиль українців Аргентини і діаспори інших країн. Тож коли його зведення в 1971 р. було закінчено в Буенос-Айресі відбулося святкування цієї події. В день відкриття в театрі «Колісео» відбувся концерт за участі капели бандуристів, мішаного хору та танцювального ансамблю, які виконали програму «Просвіта» в поклоні Шевченкові". Ввечері і ініціативи будівельного комітету відбувся бенкет в ресторані «Ля Рураль», вул. Sarmiento 2704, де свої привітання склали ті делегати, які не змогли цього зробити під час відкриття пам'ятника. За кошти, які залишилися після спорудження пам'ятника Шевченка в Буенос-Айресі українська громада купила ділянку цвинтаря Cementerio Esteban Echeverra, на якій з середини 1970-х рр. почали ховати українців. На цьому цвинтарі також зведено українську каплицю (1989 р.), яка вписана до реєстру пам'яток Аргентини.

### Українські вулиці
28 липня 1973 р. зусиллями товариства «Відродження» в передмісті Буенос-Айреса Вілья-Аделіна відкрита та посвячена вулиця Ucrania. Вулиця починалася біля Народного дому цього товариства. Ще одна вулиця Ucrania існує на передмісті Ланус-Оесте. Вулиця Ucrania існує і у межах району Буенос-Айреса — Віжа Девото. Натомість у містечку Авельянеда існує Plaza Ucrania. Її назвали в 1987 р. при оказії урочистої вечері влаштованої в «Просвіті» для президента містечка. У містечку Ланус існує також вул. Ivan Franco.

### Британське кладовище

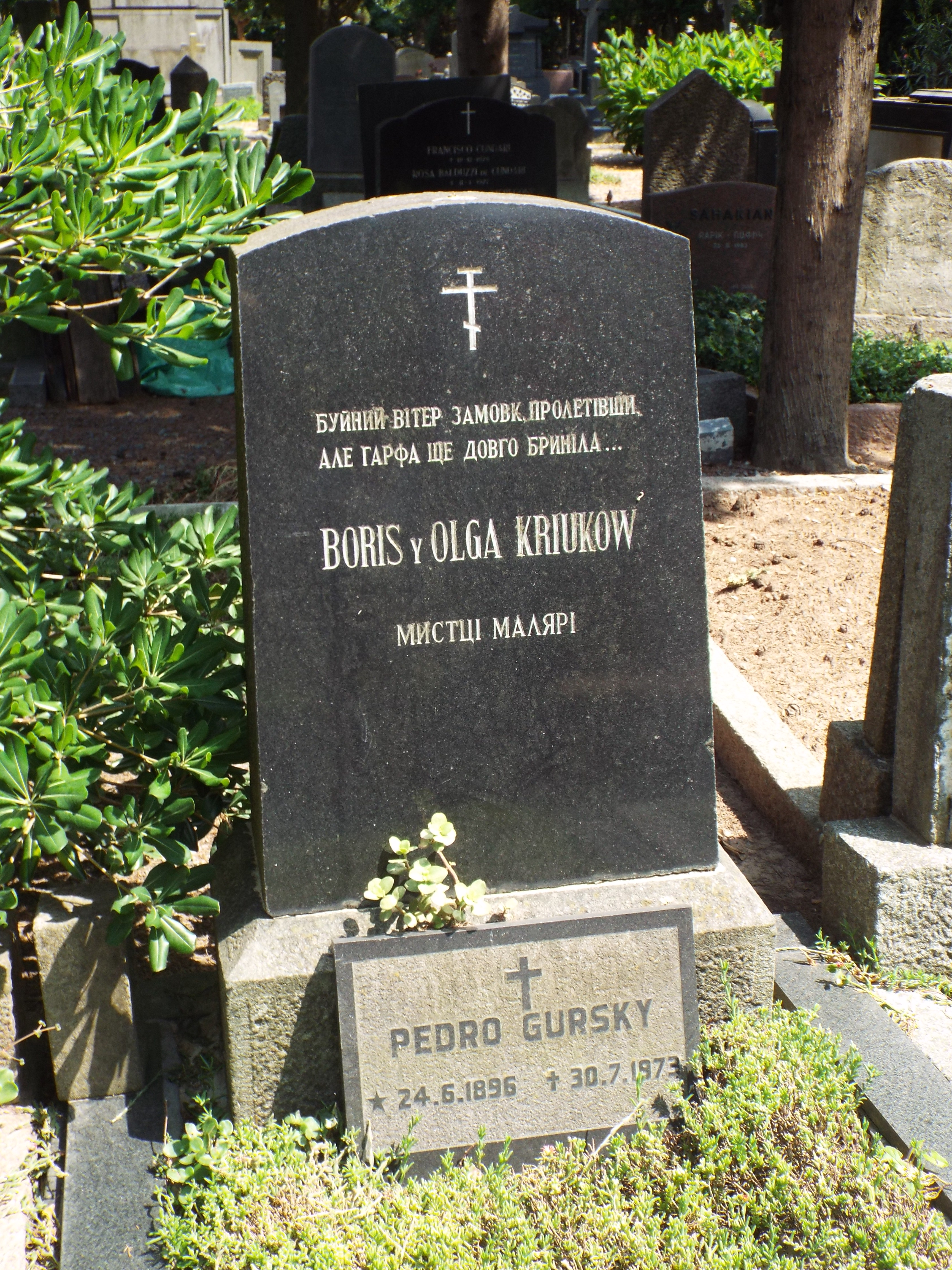
Поховання Бориса Крюкова на Британському цвинтарі Буенос-Айреса, Фото 2020 р.

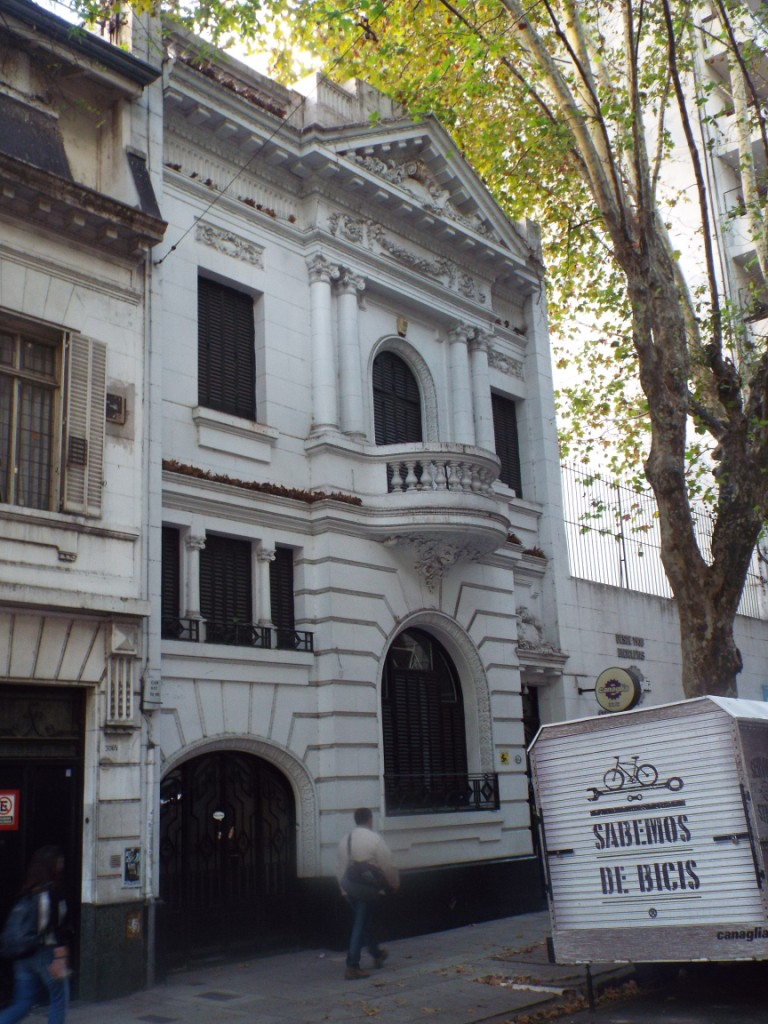
Будівля першого українського посольства в Буенос-Айресі по вул. Лафінур (Lafinur), 3057, 2017 р.

Тут поховано багато українців, серед яких Микола Шехонін (34°35.4020’ Пд, 58°27.8990’ З)., Борис Крюков (34°35′29″ пд. ш. 58°27′47″ зх. д.) та Михайло Данилишин (34º35.4300’, 58º27.9000).

### Українці полеглі у Фолклендській війні
У національній пам'яті Аргентини важливе місце становить пам'ять битви за Мальвіни в 1982 р. На монументі пам'яті полеглих за Мальвіни в центрі Буенос-Айреса серед інших значиться і українці за походженням Володимиро Дворак, Горщарук Педро Рікардо, Тасюк Мигель Ангел, Валко Маріо Люїс, Пахольчук Роландо Максімо та Вадрік Хуан.

## Після набуття Україною незалежності (сучасний етап)

### Посольство України
5 грудня 1991 р. Аргентина першою серед країн Латинської Америки визнала незалежність України і знову ж першою в регіоні 6 січня 1992 р. встановила з нею дипломатичні взаємини. На вул. Lafinur 3057 у 1993 р. відкрилося українське посольство в Буенос-Айресі. Відкривав українське Посольство у якості Тимчасово повіреного у справах Олександр Миколайович Никоненко, який перебував на посаді до липня 1994 р. У листопаді 1993 р. першим Надзвичайним і Повноважним Послом Незалежної України в Аргентині було призначено Пащука Віктора Вікторовича, який прибув до Буенос-Айреса 21 січня 1994 р., а 9 лютого 1994 р. вручив вірчі грамоти тодішньому Президенту Аргентини Карлосу Саулю Менему. Пізніше, у 2001 р. посольство переїхало у район Бельграно, за адресою вул.Conde 1763. У січні 2001 р. В. В. Пащука змінив на посаді Майданник Олександр Іванович. У лютому 2004 р. головою дипломатичного представництва України в Аргентині знову став О. Никоненко, але цього разу у якості Надзвичайного і Повноважного Посла. 23 квітня 2008 р. Указом Президента України Надзвичайним і Повноважним Послом України в Аргентинській Республіці було призначено Олександра Тараненка.
У січні 2001 р. В. В. Пащука змінив на посаді Майданник Олександр Іванович. У лютому 2004 р. головою дипломатичного представництва України в Аргентині знову став О. Никоненко, але цього разу у якості Надзвичайного і Повноважного Посла. 23 квітня 2008 р. Указом Президента України Надзвичайним і Повноважним Послом України в Аргентинській Республіці було призначено Олександра Тараненка. З 11 січня 2016 р. і на поточний момент українське посольство розміщується на вул. Olleros 2169.

### Візит Л. Кучми
1995 р. Аргентину відвідав президент Л. Кучма, який домовився з приводу торгівлі та відміни віз для дипломатів. З візитом Л. Кучми 27.10.1995 р. пов'язана низка місць в столиці Аргентини. Кучма зустрічався з аргентинським президентом К. Менемом у президентській резиденції Каса Росада та Національному конгресі. Українська громада влаштувала прийом для Л. Кучми в палаці Циркуло Мілітар по вул. Av. Santa Fe 760.

### Партнерство з Києвом

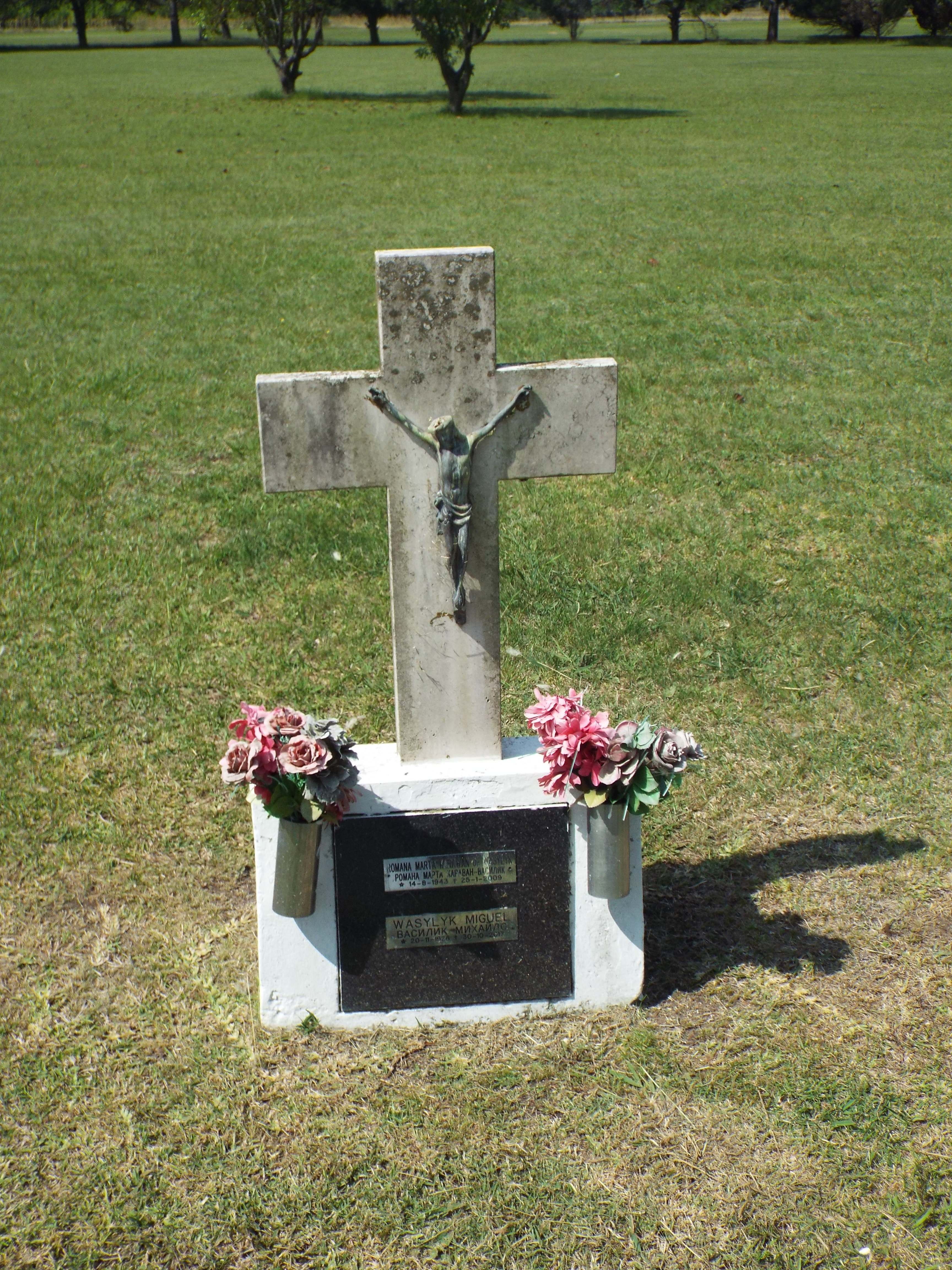
Могила Михайла Василика на українському цвинтарі в Монте-Гранде. Фото 2020 р.

Буенос-Айрес ще більше зблизився з Україною, коли 1993 р. аргентинська столиця та Київ стали містами-побратимами. Наразі успішно проходять Дні України на щорічній Міжнародній книжковій виставці в Буенос-Айресі.

### Сучасна українська громада
Проголошення незалежності України мало вплинуло на реалії життя української діаспори в Аргентині. Зайнятій своїми проблемами Україні аж ніяк не до своїх діаспор, зокрема на віддаленому Південноамериканському континенті. Проте українська громада в Буенос-Айрес набраних темпів не здає, намагаючись дбати на користь своєї першої батьківщини та пам'ятати про свою власну історію. І це стосується як окремих творчих особистостей, так і громадських організації в країні.
Наразі українці старих хвиль еміграції в Аргентині займаються переважно дрібним та середнім бізнесом в сфері послуг. Проте серед сучасних аргентинських українців і світової слави особистості, як наприклад нейрохірург — Петро Лилик, якого можна побачити на українських акціях, або вже згадуваний нами Чанго Спасюк (нащадок українців з Місьйонес) — музикант, лауреат престижної премії. У 1999 р. на честь 100-річчя української еміграції він награв виключно український альбом Polcas de mi tierra (Польки моєї землі), що мав велику популярність в Аргентині, розповів, яке місце в його творчості посідає українська музика. Концерти Чанго Спасюка відбувалися також і на головній театральній арені Південної Америки в театрі «Колон». А на кафедрі економіки Аргентинського Католицького університету по вул. Av. Alicia Moreau de Justo 1600 працював проф. Михайло Василик. Він є дослідником української діаспори в Аргентині і автором книги «Українці Аргентини: історія та сучасність» (укр. мовою). Натомість на кафедрі права Аргентинського католицького університету та університету Белгарно викладав проф. д-р. Б. Галайчук. Професором Аргентинського католицького університету був також Іриней Липинський.

#### Духовне життя
2000 р. кафедральний собор Покрови греко-католиків відвідав світлої пам'яті Любомир Гузар у рамках свого візиту в Аргентину. 6 березня 2011 р. пройшли урочисті святкування з нагоди 50-річчя освячення наріжного каменя, була відслужена Архієрейська Божественна Літургія, відбулася конференція з цього приводу. З 2016 р. єпископом для українців Аргентини служить Данило Козелінський. В березні 2017 р. з візитом в Буенос-Айресі перебував голова греко-католицької церкви владика Святослав. Він взяв участь в святкуванні річниці народження Тараса Шевченка, відвідав українські організації міста. За традицією він зробив запис в книзі відвідувачів «Просвіти», де зробили записи його попередники патріарх Йосип Сліпий, владики Мирослав Любачівський та Любомир Гузар.

#### Громадські організації
Продовжує свою діяльність і Українська Центральна Репрезентація в Аргентині — громадська надбудова котра координує діяльність українсько-національно наставлених товариств. Садиба УЦР наразі знаходиться в домівці «Відродження».
Нині «Відродження» — один з основних колективних членів Української Центральної Репрезентації в Аргентині. Головою є Віктор Будзінський. Це товариство центральне відділення в м. Буенос-Айрес та три філії в провінції Буенос-Айрес у містах Беріссо, Авельянеда, Мунро. При товаристві діє центр відпочинку «Калина», а також танцювальний ансамбль «Дунай».
Українські громадські організації Аргентини, зокрема в Буенос-Айресі спрямовують великі зусилля на протидію швидким процесам асиміляції, які розвиваються в українців в Аргентині. Головною проблемою є, звичайно, збереження української мови. Зважаючи на це, великий натиск робиться на мовні курси для української громади та зустрічі із спілкуванням українською. Продовжуючи традиції «Рідної школи» УКТ «Просвіта» одночасно проводять кілька курсів української мови: для дорослих людей та дітей різного віку. Важливе значення має плекання власної культури. В цьому ключі просвітяни ставлять на підтримку традицій свого фольклорно-танцювального колективу — відомого з 1961 р. т. зв. Український балет. Наразі це низка фольклорно-танцювальних колективів, які розвиваються під крилом «Просвіти»: кілька гуртків та професійний, дитячий танцювальні ансамблі та ансамбль для старших людей.

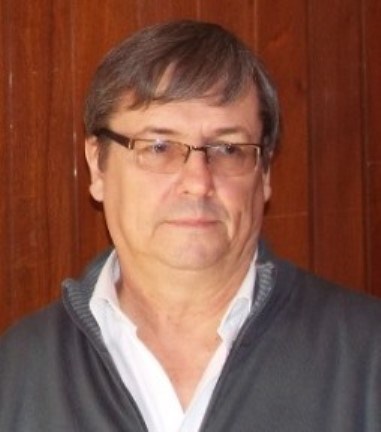
Багаторічний голова централі «Просвіти» у Буенос-Айресі Юрій Данилишин. Фото 2017 р.

Важливу складову культурної діяльності «Просвіти» наразі становить капела бандуристів ім. Тараса Шевченка, яку організував і провадив Василь Качурак. Капелу утворено в 1961 р. при «Просвіті» в Буенос-Айресі. У 2017 рр. вона відмічала 56 років. Наразі керівником капели є Рикардо Олександр Береговий. В репертуарі капели старі українські мелодії та аргентинська музика. При «Просвіті» також зберігається колекція бандур, вироблених Йосипом Сніжним (харківського типу), Антіном Чорним (кубанського типу), Наумом Пауком (учень А.Чорного). Побачити їх можна під час ночі музеїв у «Просвіті». Цікаво, що в Аргентині традиційна технологія виготовлення бандури була поєднана з місцевими традиціями виготовлення музичних інструментів, зокрема застосуванням місцевих рецептів лаків, що надало українській бандурі нову — «аргентинську душу». В будинку культури Буенос-Айреса (La Casa de la Cultura o Edificio La Prensa) по вул. Av. De Mayo 575 у 2011 р.відбулося відзначення 50 років капели бандуристів «Просвіти».
Просвітянами організовано також низку тематичних вистав та інформаційних матеріалів відносно української історії для широких верств аргентинського суспільства. В аргентинських школах з місцевостей де багато українців передбачено вивчення курсу української історії. Проте іспаномовних матеріалів для цього відверто бракує. Подібні завдання виконують і філії «Просвіти», зокрема філія «Просвіти» в передмісті Буенос-Айреса Авельянеда — продовжувачка традицій одної з перших та найактивніших — філії № 2 в Док-Суді. Уся ця діяльність фінансується українськими емігрантами. Аргентина — країна емігрантів не визнає національних меншин і не виділяє їм фінансової допомоги. Але централя «Просвіти» у Буенос-Айресі наразі завдяки старанням просвітян визнана аргентинським урядом точкою культури, визнана аргентинським урядом осередком культури, що дозолило отримати фінансову допомогу на впорядкування бібліотеки та документального центру.
Велика частина проектів УСКТ «Просвіта» що реалізуються на сучасному етапі — це ідеї Юрія Данилишина — архітектора, громадського діяча, голови Управи Українського культурного товариства «Просвіта» в Аргентинській Республіці, представника українських громад Південної Америки в Світовому конґресі українців.
З новітнім етапом існування української громади пов'язано місця проведення численних українських заходів. Театр «Сервантеса» (Teatro Nacional Cervantes), вул. Libertad 815, який став місцем святкування 100 років української діаспори в Аргентині відбулося під егідою Української центральної репрезентації в Аргентині в 30.08.1997 р. В кафедральному соборі Буенос-Айреса на вул. Plazo del Mayo у 2008 р. встановлено меморіальну дошку в пам'ять про Голодомор українців 1932-33 рр. 2008  р. в центрі Буенос-Айресу пройшли масштабні заходи щодо пам'яті Голодомору 1932-33 рр.: півтора тисячна колона пройшла вулицями центру міста. Хода була координована Спілкою української молоді (СУМ) та Українською юнацькою організацією «Пласт», танцювальними колективами та цілою громадою. Усі учасники ходи мали символи «Незгасимої свічки».
Будинок палацу портової влади — El Palacio de la Legislatura Porteña, вул. Perú 160 став місцем виставки про Голодомор.
Сучасна зала «Белграно» за адресою вул. Virrey Loreto 234б є місцем, де в новітній період історії української громади відбуваються українські урочистості. Зокрема тут в 2011 р. відбулося святкування 50-ї річниці танцювально-фольклорного колективу «Просвіти» (через декілька днів ансамбль відвідає Львів, де відсвяткував в львівській опері 125 річницю міграції українців до Аргентини). А в 2014 р. в залі «Белграно» відмітила своє 90-річчя «Просвіта». Національна бібліотека ім. Мар'яно Морено вул. Agero 2502 стала місцем, де усі українські фонди були зібрані під єдиною назвою Української бібліотеки. Акт відкриття цієї бібліотеки 17 вересня 2017 р. мав символічний характер.
14.08.2019 р. в палаці Сан Мартин пройшла церемонія закінчення повноважень посла України в Аргентині Ю. Дюдіна.
Престижний столичний Feir's Park Hotel вул. Esmeralda 1366 15 серпня 2019 р., став місцем презентації книги «Українці в Аргентині» / Формування спільноти / 1897—1950 рр. Сергій Ціпко (Переклад та редакція д-р Єремія М. Тауридський). Презентацію у Буенос-Айресі організовувала Центральна репрезентація українців Аргентини, Аргентинська українська торгово-промислова палата та почесний консул України в провінції Буенос-Айрес доктор Петро Лилик.
У будинку товариства басків (Argentina en el centro Vasco Laurak Bat) за адресою вул. Av. Belgrano 1142 07.09.2019 р. делегація «Просвіти» взяла участь у Дні Діаспори разом з організацією басків.
У 2018 р. Буенос-Айрес відвідала делегація ветеранів українського футболу, відбувся матч на одному з стадіонів клубу Бока-Юніорс з командою Ла-Бока, в якому українці отримали впевнену перемогу. В квітні 2018 р. посол Ю. Дюдін взяв участь у щорічній прощі до Луханської базиліки.
11 по 16 жовтня 2021 р. в Буенос-Айресі відбулися дні українського кіно, які пройшли в театрі «Глобус» по бульварі вул. Marcelo Torcuato de Alvear 1155.
Найбільш наочним зовнішнім проявом української громади в Буенос-Айресі є щорічний фестиваль української культури в Парку 3 лютого (в якому розміщується пам'ятник Тарасу Шевченку), який супроводжується презентаціями українських організацій та виступами художніх колективів.
Окрім відзначення власних річниць, проведення фестивалю, українці в Буенос-Айрес відмічають усі поточні українські державні свята, повністю синхронізувавши свій календар пам'яті з Україною. Найважливішим святом в календарі аргентинських українців звичайно ж є День Незалежності України. Перед 1991 р. українці Аргентини урочисто відмічали 22 січня як День Державності. Цього дня українські делегації покладали квіти під пам'ятник борцю за свободу Аргентини — генералу Х. Сан-Мартину. Після набуття Україною незалежності квіти до пам'ятника Сан-Мартину покладають на це свято. А 24.08.2021 р. з нагоди 30-ти річчя Незалежності України будинки Буенос-Айреса були підсвічені у жовто-блакитні кольори. Цю акцію орагнізувала "Просвіта"і навіть провела відповідну відеоекскурсію цими місцями.
Українська діаспора не байдужа до того що відбувається в Україні. У 2013 р. сотня протестувальників вийшла під українське консульство в Буенос-Айресі (тоді на вул. Conde), щоб протестувати проти сумно відомих мовних законів. У 2014 р. в Буенос-Айресі також відбувся протест проти агресії Росії по відношенню до України і проти співпраці президента Аргентини з Росією. В 2014 р. в Буенос-Айресі також відбувся протест проти агресії Росії по відношенню до України і проти співпраці президента Аргентини Кристіни Фернандес з міжнародним терористом Путіним. Українські демонстранти розмістилися неподалік пам'ятника Сан Мартину поблизу відходження вул. Avenida Santa Fe. -34.595111°, -58.377459°. І хоча аргентинські силовики відтіснили українських митингувальників, але покладання квітів Путіним було зірвано.
Масштабні акції протесту пройшли в Буенос-Айресі у зв'язку з російською агрессією проти України 24.02.2022 р.

### Нова хвиля еміграції
Набуття Україною Незалежності призвело до нової хвилі еміграції українців до Аргентини. Після появи можливості виїжджати за кордон та суттєвих економічних негараздів в нашій державі значна частина українців в пошуках кращої долі поїхала за океан. Таким чином, фактично повторилася ситуація з кінця XIX ст. Дана хвиля еміграції як і тоді була переважно заробітчанською. І як і тоді, аргентинський уряд заохочуючи еміграцію планував вирішити питання заселення віддалених та малозаселених провінцій, зокрема Вогняної Землі. Проте більшість українців що емігрували до Аргентини після 1991 р. осіли в Буенос-Айресі. Рівень їх національної свідомості дуже різний, а ступінь інтеграції з старою українською еміграцією дозволяє бажати кращого. Деякі новітні емігранти, такі як Лідія Бичкова  – оперне сопрано або піаніст Юрій Квартирмейстер дуже вдало представили Україну в Аргентині.
За інформацією доступною в мережі, в Аргентині були спроби створити деякі нові українські організації скеровані на потреби цієї останньої хвилі еміграції. Це зокрема товариство імені Лисенка чи «Оранта», яке було зареєстроване за адресою вул. Tucuman 1655  (керівник Леся Палюк Lesia Paliuk), що ставило собі за мету захист соціальних прав іммігрантів з країн колишнього СРСР та Східної Європи. Проте інформації про конкретну діяльність цієї організації бракує. Фактично дана організація наразі розпалася.

### Пам'ятники та українські назви

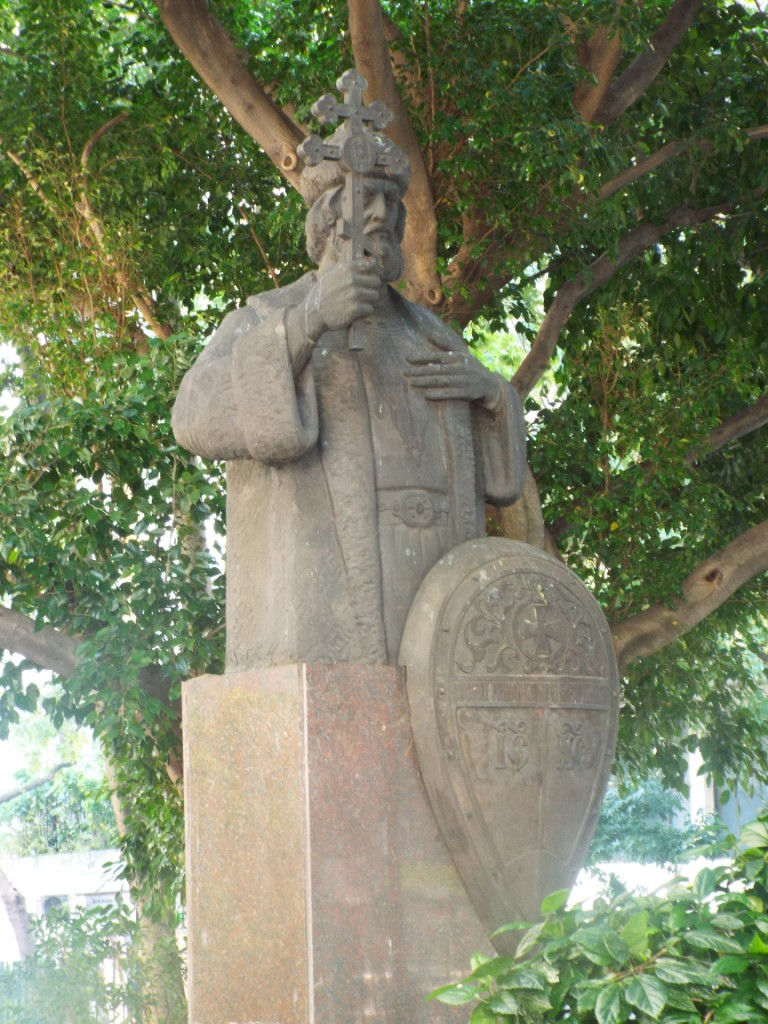
Пам'ятник князю Володимиру — хрестителю Русі в Буенос-Айресі. Фото 2022 р.

Пам'ятник св. Володимиру, поставлений на бульварі (Plazoletta san Vladimiro) неподалік православної церкви московського патріархату. В районі Lanus Oeste великого Буенос-Айреса наявна також вул. San Vladimiro.
1997 р. відбулося відкриття Plaza Ucrania в містечку Сан-Мартин, де також діє філія товариства «Просвіта».
На Plaza del Congresso перед пам'ятником двох конгресів на 100 річчя еміграції встановили пам'ятні дошки усі національні спільноти. Знаходилася тут і пам'ятна дошка українців. Але її вкрали під час протестів.

### Візит Володимира Зеленського
10 грудня 2023 р. Буенос-Айрес відвідав Президент України Володимир Зеленський, який брав участь у інавгурації нового Президента Аргентини Хав’єра Мілея у Каса Розада, а потім в готелі "Шератон", San Martín 1225/1275 провів зустріч з українською громадою.

## Українські символи Буенос-Айреса
- Греко-католицький собор Покрови Богородиці;
- Пам'ятник Тараса Шевченка.

## Відомі представники громади

#### Народились
- Іван Бородяк — американський футболіст українського походження; гравець Збірної США.
- Нога Михайло — американський футболіст українського походження; гравець Збірної США.
- Данилишин Юрій — голова УКТ «Просвіта» у Буенос-Айресі, член Світового Конґресу Українців.

#### Померли

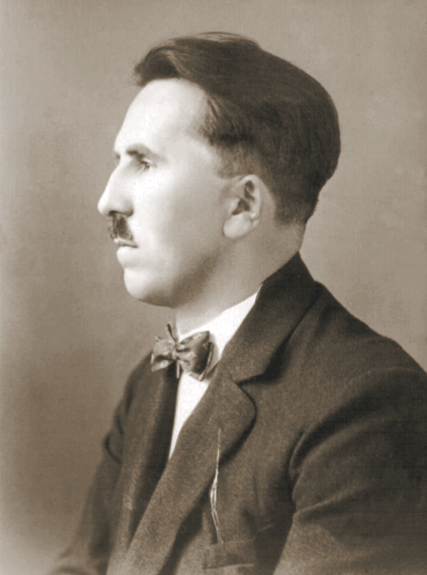
Юрій Полянський

- Данилишин Михайло — провідний діяч УКТ «Просвіта» в Буенос-Айресі", почесний президент УСКТ «Просвіта».
- Кабанців Анатолій Григорович — український співак (тенор), музичний критик, педагог.
- Мацейко Григорій — член Організації українських націоналістів, виконавець замаху на міністра внутрішніх справ Польщі Броніслава Перацького.
- Онацький Євген — журналіст і науковець, член Української Центральної Ради, провідний діяч Організації Українських Націоналістів
- Полянський Юрій — український геолог, географ і археолог, старшина УГА, перший крайовий комендант Української Військової Організації
- Бульдин Кость — український архітектор, який при президенті Х. Пероні працював на закладці порту Ла-Плата. Він же став автором неповторного дитячого містечка (типу Діснейленду) — Republica De Los Ninos в Ла-Платі.
- Флора Нудельман — аргентинська піаністка українського походження.
- Якобо Фішер — аргентинський композитор, скрипаль, диригент і педагог українського походження.
- Крюков Борис — український художник[17].
- Шехонін Микола — київський архітектор[16].